# Ziemia
Ziemia (łac. Terra, Tellus; gr. Γαῖα, trb. Gaja) – trzecia, licząc od Słońca, oraz piąta pod względem wielkości planeta Układu Słonecznego. Pod względem średnicy, masy i gęstości jest to największa planeta skalista Układu Słonecznego. Planeta uformowała się około 4,54 mld lat temu.
Ziemia jest jedynym znanym miejscem we Wszechświecie, w którym występuje życie, jest zamieszkana przez miliony gatunków, w tym przez człowieka. Życie pojawiło się w oceanach w ciągu pierwszego miliarda lat po uformowaniu się Ziemi. Dystans dzielący Słońce od Ziemi, jej właściwości fizyczne oraz jej historia geologiczna są najważniejszymi czynnikami, które pozwoliły organizmom żyć i ewoluować. Różnorodność biologiczna Ziemi nieustannie powiększa się, chociaż w dziejach życia Ziemi proces ten był kilkukrotnie przerywany, kiedy miało miejsce masowe wymieranie gatunków. Szacuje się, że 99% gatunków organizmów żywych (ok. 5 mld) kiedykolwiek zamieszkujących Ziemię wymarło, wciąż mieszka na niej 10–14 mln gatunków, z czego 1,2 mln zostało udokumentowanych.
Litosfera Ziemi składa się z kilkunastu płyt tektonicznych, które przesuwają się względem siebie, w efekcie czego dochodzi do znacznej zmiany położenia kontynentów. Powierzchnię w 70,8% zajmuje woda wszechoceanu zawarta w morzach i oceanach; pozostałe 29,2% stanowią kontynenty i wyspy, na powierzchni których znajdują się jeziora oraz inne źródła wody tworzące hydrosferę. Niezbędnej do życia na Ziemi wody w stanie ciekłym nie wykryto na powierzchni innych ciał niebieskich. Wnętrze Ziemi pozostaje aktywne; składa się z grubego i w dużej mierze stałego płaszcza, płynnego jądra zewnętrznego (generującego pole magnetyczne) oraz składającego się z żelaza stałego jądra wewnętrznego. Strefy podbiegunowe Ziemi są pokryte lodem wchodzącym w skład pokrywy lodowej Antarktydy (biegun południowy), pokrywy lodowej Grenlandii i lodu morskiego, w tym arktycznego paku lodowego (biegun północny).
Ziemia oddziałuje grawitacyjnie z innymi ciałami w przestrzeni kosmicznej, zwłaszcza ze Słońcem i Księżycem. Planeta wykonuje jedno okrążenie wokół Słońca raz na każde 366,256 obrotów wokół własnej osi. Czas jednego okrążenia wokół Słońca nazywa się rokiem gwiazdowym i odpowiada 365,256 dniom czasu słonecznego. Nachylenie osi Ziemi do prostej prostopadłej do płaszczyzny orbity wynosi 23,44°, co prowadzi do rocznych wahań oświetlenia, które powodują m.in. występowanie na jej powierzchni pór roku, które tworzą rok zwrotnikowy. Wokół Ziemi krąży jeden naturalny satelita – Księżyc. Jego oddziaływanie grawitacyjne na Ziemię wywołuje pływy morskie, spowalnia jej rotację oraz stabilizuje kąt nachylenia osi obrotu względem orbity. Przypuszcza się, że orbituje on wokół Ziemi od 4,53 mld lat. Bombardowanie przez komety we wczesnej historii Ziemi przyczyniło się do powstania oceanów, a upadki pojedynczych planetoid mogły prowadzić do niektórych masowych wymierań.
Ponad 8 mld ludzi zamieszkujących Ziemię w 2022 jest zależnych od jej biosfery i minerałów. Zasoby naturalne skorupy ziemskiej i umiejętność ich przetworzenia zapewniają przetrwanie m.in. globalnej populacji ludzkiej. Populacja ta podzielona jest politycznie na około 200 suwerennych państw; ich mieszkańcy komunikują się między sobą drogą dyplomacji, konfliktów, podróży i środków komunikacji. W kulturze ludzkiej wykształciły się różne poglądy na temat planety, takie jak personifikacja w postaci bóstwa, wiara, że Ziemia jest płaska, oraz idea świata jako wrażliwego, zintegrowanego środowiska. Człowiek po raz pierwszy umownie opuścił Ziemię w 1961, kiedy Jurij Gagarin wyleciał lotem orbitalnym na około 2 godziny (jedno okrążenie) nieco ponad jej atmosferę, a w 1969 Neil Armstrong i Buzz Aldrin jako pierwsi wylądowali na powierzchni innego ciała niebieskiego – Księżyca.
Na ogół przewiduje się, że za około 7,59 mld lat planeta zostanie wchłonięta przez atmosferę Słońca i ulegnie zniszczeniu.

## Historia Ziemi

### Powstanie Ziemi

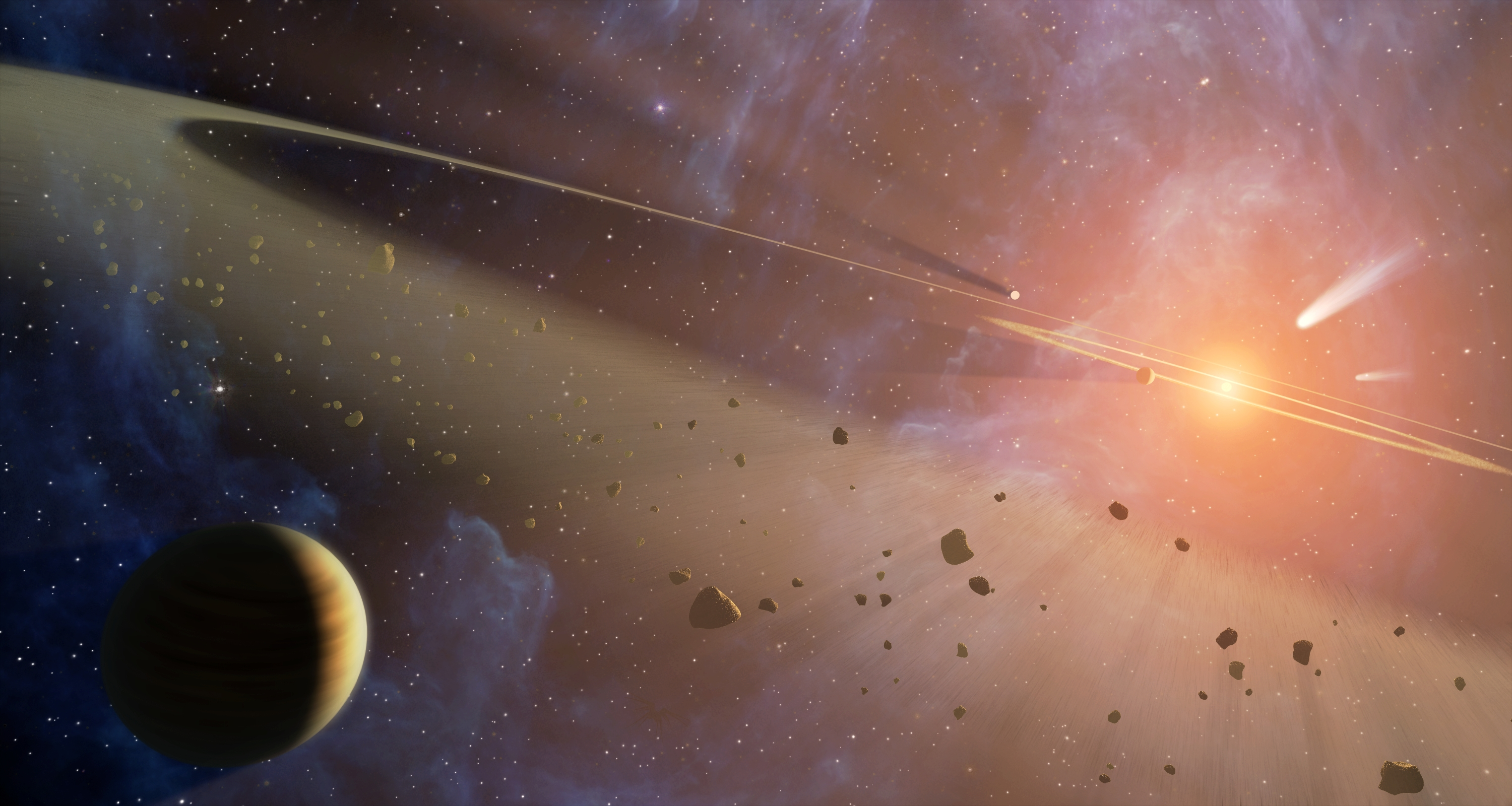
Wizja artystyczna powstania Układu Słonecznego

Ziemia oraz pozostałe planety Układu Słonecznego powstały 4,54 ± 0,05 mld lat temu z mgławicy słonecznej – obłoku gazu i pyłu, który podczas powstawania Słońca przekształcił się w dysk. Z owego dysku miały powstać wszystkie planety oraz planetoidy.
Najstarszy materiał znaleziony w Układzie Słonecznym powstał 4,5672 ± 0,0006 mld lat temu. Wnioskuje się, że mniej więcej w tym samym czasie miało miejsce zjawisko akrecji, podczas którego powstawała Ziemia.
Powstanie i ewolucja ciał Układu Słonecznego dokonywały się równocześnie ze Słońcem. Zgodnie z hipotezą mgławicy słonecznej, w wyniku zapadania grawitacyjnego kurczyły się obłoki molekularne, które zaczęły się spłaszczać i obracać, tworząc dysk protoplanetarny. Z niego, równocześnie z gwiazdą, utworzyły się planety.
Według hipotezy nebularnej planetozymale formowały się m.in. przez działanie grawitacji. Masa Ziemi powiększała się przez 10–20 mln lat na skutek jej zderzeń z innymi obiektami.
Powstanie Księżyca wciąż pozostaje tematem dyskusji. Według teorii wielkiego zderzenia, nastąpiło zderzenie planety z obiektem wielkości Marsa i masie 1/10 masy Ziemi, nazywanym czasami Theą. Część masy tego ciała zintegrowała się z Ziemią, a niektóre odłamki uleciały w przestrzeń kosmiczną. Następnie, według hipotezy roboczej, z części odłamków i fragmentów skorupy ziemskiej wyrzuconych przy zderzeniu w kosmos (niewiele później od Ziemi, 4,53 mld lat temu), uformował się Księżyc. Tak jak w przypadku Ziemi, powstał on w procesie akrecji.
Około 3,8–4,1 mld lat temu miał miejsce okres zwany Wielkim Bombardowaniem, podczas którego doszło do zderzenia licznych planetoid z Księżycem i planetami skalistymi Układu Słonecznego, co doprowadziło do zmian w wyglądzie znacznej części powierzchni Księżyca oraz w mniejszym stopniu w wyglądzie Ziemi. Początkowe bombardowanie przez planetoidy spowodowało, że powłoka zewnętrzna Ziemi była w fazie płynnej.

### Historia geologiczna
Odgazowanie i aktywność wulkaniczna wytworzyły pierwotną atmosferę (zob. pierwsza, druga i trzecia atmosfera). Skraplająca się para wodna, wraz z lodem i wodą płynną pochodzącymi z planetoid, protoplanet, komet i transneptunów, doprowadziła do powstania ziemskich oceanów. Według tego modelu atmosferyczne gazy cieplarniane chroniły oceany przez zlodowaceniem, kiedy całkowita energia emitowana przez formujące się Słońce wynosiła 70% energii emitowanej współcześnie. Około 3,5 mld lat temu powstało ziemskie pole magnetyczne, które pomogło zapobiec zaniknięciu atmosfery wskutek działania wiatru słonecznego. Akumulacja pary wodnej i innych gazów w atmosferze doprowadziła do powstania gęstych chmur, które przysłoniły promieniowanie słoneczne i wyzwoliły opady deszczu. W ten sposób płynna powierzchnia Ziemi zaczęła stygnąć, formując skorupę w postaci ciała stałego.
W eonie hadeiku planeta praktycznie pozbawiona była suchego lądu. W kolejnych erach powierzchnia obszarów wznoszących się ponad poziom morza stopniowo wzrastała. W ciągu ostatnich 2 mld lat powierzchnia wszystkich kontynentów zwiększyła się dwukrotnie. Według teorii tektoniki płyt proces kształtowania się powierzchni powodował w skali setek milionów lat nieustanny rozpad i ponowne formowanie kontynentów. Kontynenty te formowały się wskutek tektoniki płyt, procesu napędzanego przez ciągły ubytek ciepła z wnętrza Ziemi. Według tabeli stratygraficznej, wskutek migracji płyt litosferycznych trzykrotnie powstawał, a następnie rozpadał się superkontynent. Około 750 mln lat temu rozpadła się Rodinia, jedna z najstarszych tego typu formacji. Później kontynenty złączyły się ponownie i w okresie 600–540 mln lat temu istniał superkontynent Pannocja. Następnie powstała Pangea, która rozpadła się 180 mln lat temu.
Około 3,2 mln lat temu nasiliły się wahania klimatu – po fali zimna (glacjał) następowało ocieplenie (interglacjał). Strefy podbiegunowe przechodziły cykle zlodowacenia i topnienia, powtarzające się co 40 000–100 000 lat (zlodowacenia trwały od 100 000 do 300 000 lat, a interglacjały od 15 000 do 220 000 lat). Taka sytuacja utrzymywała się przez całą epokę plejstoceńską. Ponieważ przez znaczną część swojej historii planeta prawdopodobnie pozbawiona była (lub miała niewielką ilość) lodu, epoka ta nazywana jest również epoką lodową. Ostatnie zlodowacenie zakończyło się 10 000 lat temu. Od tego czasu Ziemia jest w okresie interglacjału, w epoce holocenu.

### Historia życia

Filogenetyczne drzewo życia na Ziemi wykonane na podstawie analizy rRNA

Spekuluje się, że 4 mld lat temu wysokoenergetyczne reakcje chemiczne doprowadziły do powstania samoreplikujących się cząsteczek; jedna z cząsteczek uzyskała możliwość powielania siebie, zapoczątkowując życie na planecie. W ciągu następnego pół miliarda lat miał powstać wspólny przodek wszystkich żyjących obecnie na Ziemi organizmów.
Pierwotnie wszystkie organizmy żywe były cudzożywne. Podstawą ich rozwoju była energia chemiczna. Rozwój fotosyntezy u niektórych prokariotów umożliwiał im wykorzystanie energii słonecznej jako źródła energii; wydalany przez nie tlen gromadził się w atmosferze i w związku z oddziaływaniem wysokoenergetycznego promieniowania słonecznego doprowadził do powstania w jej górnej warstwie powłoki ozonu (odmiany alotropowej tlenu, O3). W wyniku wchłaniania mniejszych komórek przez większe w procesie endosymbiozy, rozwinęły się eukarionty. Prawdziwe organizmy wielokomórkowe powstały, kiedy komórki tworzące kolonie stawały się coraz bardziej wyspecjalizowane.
Organizmy żywe skolonizowały powierzchnię Ziemi wspomagane przez warstwę ozonową wchłaniającą szkodliwe promieniowanie ultrafioletowe. Najstarszymi znalezionymi skamieniałościami świadczącymi o istnieniu życia jest biogenny grafit pochodzący ze skał metaosadowych powstałych 3,7 mld lat temu w zachodniej Grenlandii, oraz skamieniałości maty drobnoustrojowej (ang. microbial mat) znalezionej w piaskowcu w zachodniej Australii.
W latach 60. XX w. zaproponowano hipotezę Ziemi-śnieżki, która sugeruje, że w neoproterozoiku (750–580 mln lat temu), większość powierzchni planety pokrywał lód. Hipoteza jest szczególnie interesująca ze względu na fakt, że wydarzenie to poprzedziło eksplozję kambryjską, okres gwałtownego wzrostu liczby gatunków organizmów wielokomórkowych, w szczególności zwierząt.
W toku dalszej ewolucji, rozwinęły się m.in. następujące grupy zwierząt i roślin: ryby (505 mln lat temu), rośliny lądowe (438 mln), płazy (408 mln), gady (320 mln), ssaki (208 mln) i okrytonasienne (140 mln lat temu).
W ciągu ostatnich 535 mln lat na Ziemi nastąpiło pięć wielkich masowych wymierań oraz wiele pomniejszych. Ostatnie z nich – wymieranie kredowe, ok. 66 mln lat temu – wywołane zostało prawdopodobnie upadkiem 10-kilometrowej planetoidy. Zderzenie obiektu z Ziemią wyzwoliła duże ilości pary i pyłów, które uniosły się do górnych warstw atmosfery i utrudniały docieranie promieni słonecznych na powierzchnię. Doprowadziło to do wyginięcia większości gatunków naziemnych (m.in. nieptasich dinozaurów), choć mniejsze i liczniejsze ssaki przetrwały, a przede wszystkim większości gatunków morskich otwornic, amonitów i belemnitów. W wyniku ewolucji ssaki zaczęły upodabniać się do ryjówkowatych. W ciągu ostatnich 66 mln lat historii Ziemi doszło do ewolucji i wzrostu różnorodności gatunkowej przedstawicieli gromady ssaków.
Kilka milionów lat temu afrykańska małpa człekokształtna (m.in. orrorin) wykształciła dwunożność i zdolność chodzenia w pozycji wyprostowanej. Dalsza ewolucja jednego z gatunków z rodziny człowiekowatych faworyzowała zdolność korzystania z narzędzi i komunikację, które stymulowały rozwój mózgu. Ostatecznie powstał człowiek współczesny – Homo sapiens. Wytworzenie własnej kultury, rozwój rolnictwa i postęp technologiczny pozwoliły człowiekowi w krótkim czasie wpływać na Ziemię w większym stopniu niż inne gatunki, co zapewniło mu status dominującego gatunku na Ziemi.

### Przyszłość Ziemi

Szacunki dotyczące tego, jak długo na Ziemi będą panować korzystne warunki dla zamieszkujących ją różnych form życia, wahają się od 0,5 do 2,3 mld lat.
Przyszłość planety związana jest z cyklem życia Słońca. Stopniowe wyczerpywanie się zasobów wodoru w jądrze gwiazdy i wynikająca z tego akumulacja w jej wnętrzu helu mają prowadzić do zwiększania się świetlistości Słońca, która ma wzrosnąć o 10% w ciągu 1,1 mld lat, a o 40% za 3,5 mld lat. Modele klimatu sugerują, że wzrost promieniowania docierającego na powierzchnię Ziemi do 1,4 obecnej wartości jest wystarczający do całkowitego wyparowania jej oceanów. Inne scenariusze przewidują, że wody powierzchniowe mają wyparować całkowicie za 2,5 mld lat lub w ciągu miliarda lat.
Stopniowy wzrost temperatury powierzchni Ziemi powodować ma przyspieszenie wietrzenia skał, co z kolei doprowadzi do spadku zawartości dwutlenku węgla w atmosferze poniżej krytycznego minimum (10 ppm) dla roślin. Poziom ten ma zostać osiągnięty w ciągu 500–900 mln lat. Brak okresu wegetacji doprowadzi do zaniku tlenu w atmosferze, a to z kolei do wyginięcia organizmów aerobowych w ciągu następnych kilku milionów lat. W ciągu kolejnego miliarda lat wyparują wszystkie wody powierzchniowe, a średnia globalna temperatura na Ziemi osiągnie 70 °C. Ponadto nawet gdyby Słońce istniało wiecznie i przez cały ten czas pozostawało stabilne, 27% wody z obecnych oceanów w ciągu miliarda lat zstąpi do płaszcza ziemskiego.
Za ok. 5 mld lat Słońce, wskutek swojej ewolucji, przekształci się w czerwonego olbrzyma. Promień gwiazdy zwiększy się 250-krotnie, do około 1 au (150 000 000 km). Słońce straci również ok. 30% swojej obecnej masy, co spowoduje oddalenie się ziemskiej orbity od niego. Przy maksymalnej przewidywanej średnicy Słońca, Ziemia będzie od niego oddalona o 1,69 au (ok. 253 000 000 km), kiedy promień gwiazdy osiągnie swoją największą wartość. Planeta miałaby więc uniknąć wchłonięcia przez atmosferę słoneczną, mimo całkowitego, lub niemal całkowitego, wyginięcia na niej życia, spowodowanego zwiększoną 5000-krotnie jasnością Słońca. Artykuł z 2008 roku sugeruje jednak, że ziemska orbita, z powodu sił pływowych i oporu aerodynamicznego w dolnej chromosferze, wejdzie w atmosferę Słońca i planeta ulegnie zniszczeniu. Miałoby to nastąpić za 7,59 ± 0,05 mld lat.
Ponadto nawet pomijając cykl życiowy Słońca, kontynuacja ochładzania się wnętrza Ziemi doprowadziłaby do utraty atmosfery i oceanów wskutek zredukowanej aktywności wulkanicznej.
Należy także brać pod uwagę fakt istnienia na Ziemi cyklu masowego wymierania. Zakłada się, że jego pełny okres wynosi 62 ± 3 mln lat. Argumentem przemawiającym za jego istnieniem są ślady wykopaliskowe oraz badania na nich prowadzone. Szacuje się, że apogeum ostatniego okresu wielkiego wymierania miało miejsce około 66 mln lat temu, a sam okres trwał przez około 10 milionów lat (czyli jakieś 5 milionów przed i 5 milionów po). Naukowcy próbowali wyjaśnić przyczynę tak osobliwej powtarzalności w czasie. Jedna z kilku hipotez zakłada, że winowajcą wielkiego wymierania jest promieniowanie międzygalaktyczne, na którego ponadprzeciętne dawki jesteśmy narażeni co 63,6 miliona lat. Szacuje się, że początek następnego okresu wielkiego wymierania nastąpi za około 5 milionów lat.

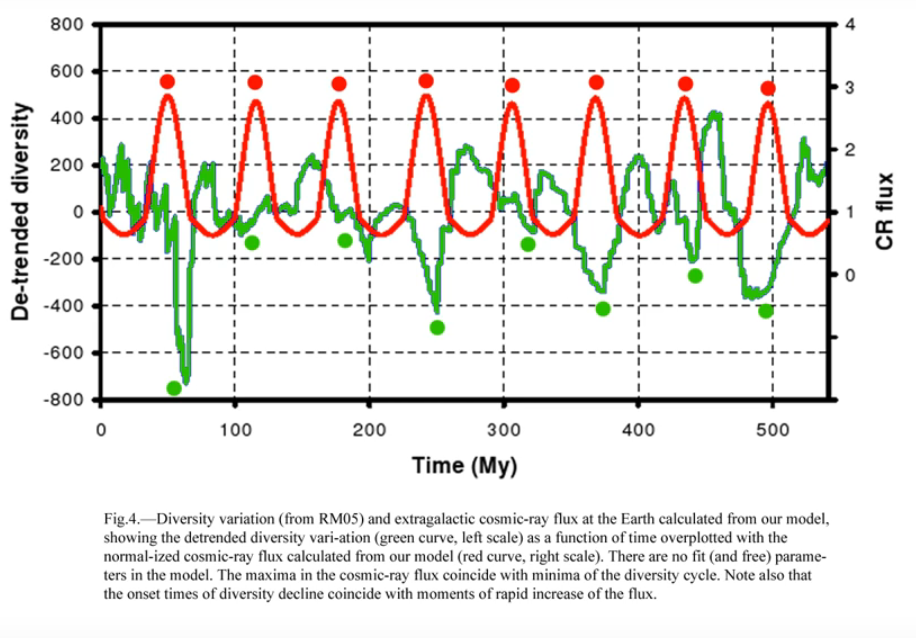
Wzrost promieniowania międzygalaktycznego oraz różnorodność gatunkowa na przestrzeni 500 milionów lat

Hipoteza zakłada, że w okresie wielkiego wymierania ciągle rosnące natężenie promieniowania międzygalaktycznego przekracza pewną akceptowalną przez życie biologiczne granicę, po czym następuje znaczne i wciąż narastające w czasie pogorszenie warunków życia na ziemi oraz m.in. znacznie nasilają się przypadki powstawania błędów w kodzie DNA żywych istot, co w konsekwencji doprowadza do ich śmierci. Po okresie stopniowego wzrostu natężenia promieniowania międzygalaktycznego następuje okres największego jego nasilenia trwający kilka milionów lat, a następnie nasilenie promieniowania stopniowo spada przez kilka milionów lat. Z tej przyczyny czynnik ten nie doprowadza do nagłej eksterminacji życia na Ziemi, a jedynie w bardzo znaczącym stopniu utrudnia jego egzystencję w dość długim okresie (ok. 10 milionów lat). Bezpośrednią przyczyną wahania się poziomu promieniowania międzygalaktycznego docierającego do naszej planety jest prostopadły ruch Układu Słonecznego względem płaszczyzny Drogi Mlecznej oraz spadanie Drogi Mlecznej na wielką gromadę galaktyk w gwiazdozbiorze Panny. Najwyższy poziom promieniowania międzygalaktycznego przypada na okres maksymalnego wychylenia Układu Słonecznego na północ Galaktyki. Wykres wzrostu promieniowania międzygalaktycznego jest zgodny z zapisem kopalnym na Ziemi.

## Geografia
Kartografia, sztuka sporządzania i badania map, oraz pośrednio geografia, historycznie poświęcone były próbom zobrazowania planety. Geodezja, badająca położenie i dystans, oraz nawigacja, zajmująca się pozycją na powierzchni Ziemi, dostarczyły danych liczbowych.
Wyróżnia się od pięciu do siedmiu kontynentów, w kolejności od największej do najmniejszej powierzchni: Eurazja, Afryka, Ameryka Północna, Ameryka Południowa, Antarktyda, i Australia. Niektóre podziały traktują Amerykę Płn. i Południową jako jeden kontynent – Amerykę, a także Eurazję jako dwa kontynenty – Europę i Azję.
Wyróżnia się też trzy, cztery lub pięć oceanów. W systemie pięciu oceanów, w kolejności od największej do najmniejszej powierzchni wymienia się: Ocean Spokojny, Ocean Atlantycki, Ocean Indyjski, Ocean Południowy i Ocean Arktyczny. Ogólne określenie całości tych wód morskich to wszechocean.
Położenie poszczególnych punktów na Ziemi określane jest na podstawie współrzędnych geograficznych. Umiejscowienie lokalizacji w pionie określa szerokość geograficzna, a w poziomie – długość geograficzna. Punkty o tej samej szerokości leżą na tym samym równoleżniku, a punkty o tej samej długości dzielą wspólny południk. Najdłuższym równoleżnikiem jest równik.
Biegun geograficzny jest miejscem przecięcia się osi obrotu Ziemi z jej powierzchnią. Biegun północny znajduje się na Oceanie Arktycznym, a południowy na Antarktydzie. Ze względu na niewielkie nachylenie osi ziemskiej do osi obiegu wokół Słońca, promienie słoneczne padają na bieguny pod niewielkim kątem, co uniemożliwia ich znaczne ogrzanie. Nawet w czasie dni polarnych, mimo wydłużonej ekspozycji na promieniowanie Słońca, temperatura nie podnosi się znacząco z uwagi na wysoki współczynnik odbicia promieni słonecznych od lodu i śniegu. Pierwszym człowiekiem, który dotarł do bieguna północnego był Robert Edwin Peary, zdobywcą bieguna południowego był Roald Amundsen.

### Geografia społeczna

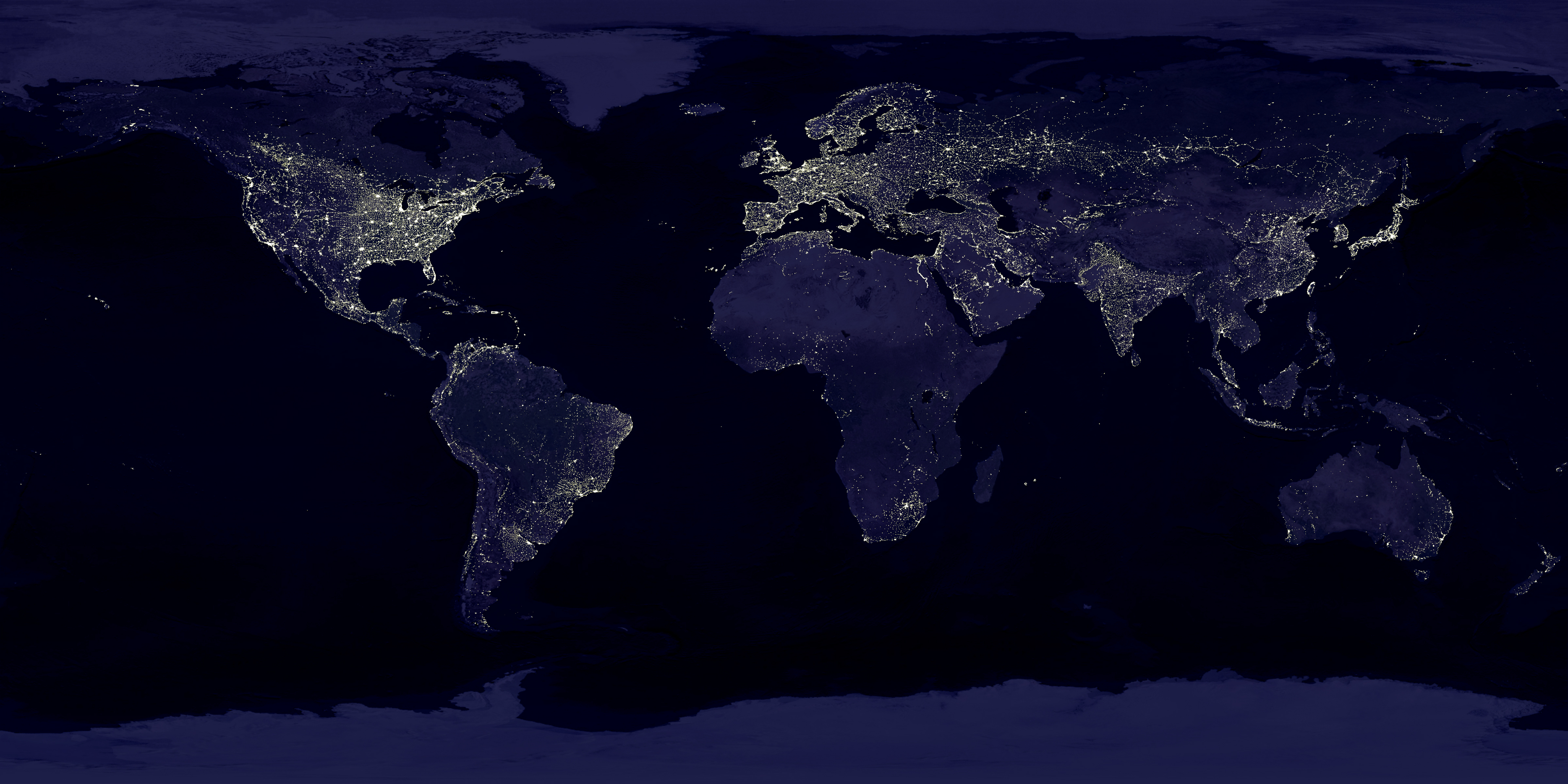
Ziemia w nocy – kompozycja, z użyciem danych z sensorów Defense Meteorological Satellite Program (DMSP)

Według szacunków United States Census Bureau International Database z 1 stycznia 2013, Ziemię zamieszkiwało blisko 7 057 000 000 ludzi. Natomiast według wyliczeń ONZ, siedmiomiliardowy człowiek przyszedł na świat 31 października 2011 Prognozy sugerują, że światowa populacja ludzka wzrośnie do 8,3 mld w 2030 i 9,2 mld w 2050, głównie poprzez zwiększanie się ludności krajów rozwijających się. Gęstość populacji waha się w zależności od regionu, jednak największe skupiska ludności występują w Azji, m.in. w Chinach i Indiach. W 2020, 60% światowej ludności zamieszkiwać będzie miasta, na skutek urbanizacji i migracji z rejonów wiejskich.
Lądowe obszary Ziemi, poza kontynentem Antarktydy oraz otaczającymi obszary lądowe pasmami morskimi wód przybrzeżnych (zazwyczaj, ale nie zawsze, akwen 12 mil morskich) są podzielone na państwa. Niektóre z nich roszczą sobie (czasami sprzeczne) prawa do poszczególnych powierzchni lądowych, z wyjątkiem niektórych obszarów Antarktydy. W 2008 istniało ok. 203 de facto suwerennych państw (kilkanaście z nich było nieuznawanych w jakimś stopniu prawnie przez inne). Z tej liczby tradycyjnie wyróżnia się 192 państwa członkowskie ONZ, państwo-obserwatora w ONZ, Watykan, oraz jednostki o statusie niepaństwowego obserwatora w ONZ (Palestyna, Zakon Kawalerów Maltańskich).
Ziemia nigdy nie miała suwerennego rządu z władzą rozciągającą się na cały glob, choć niektóre państwa usiłowały uzyskać światową dominację. Organizacja Narodów Zjednoczonych to docelowo uniwersalna organizacja międzynarodowa, założona głównie w celu zapobiegania zbrojnym konfliktom pomiędzy państwami, rozwoju współpracy i przestrzeganiu praw człowieka. Nie jest ona jednak rządem światowym. Choć ONZ umożliwia ustanawianie prawa międzynarodowego oraz, za zgodą członków, zbrojną interwencję, jest to przede wszystkim międzynarodowe forum dyplomacyjne.

## Skład i struktura

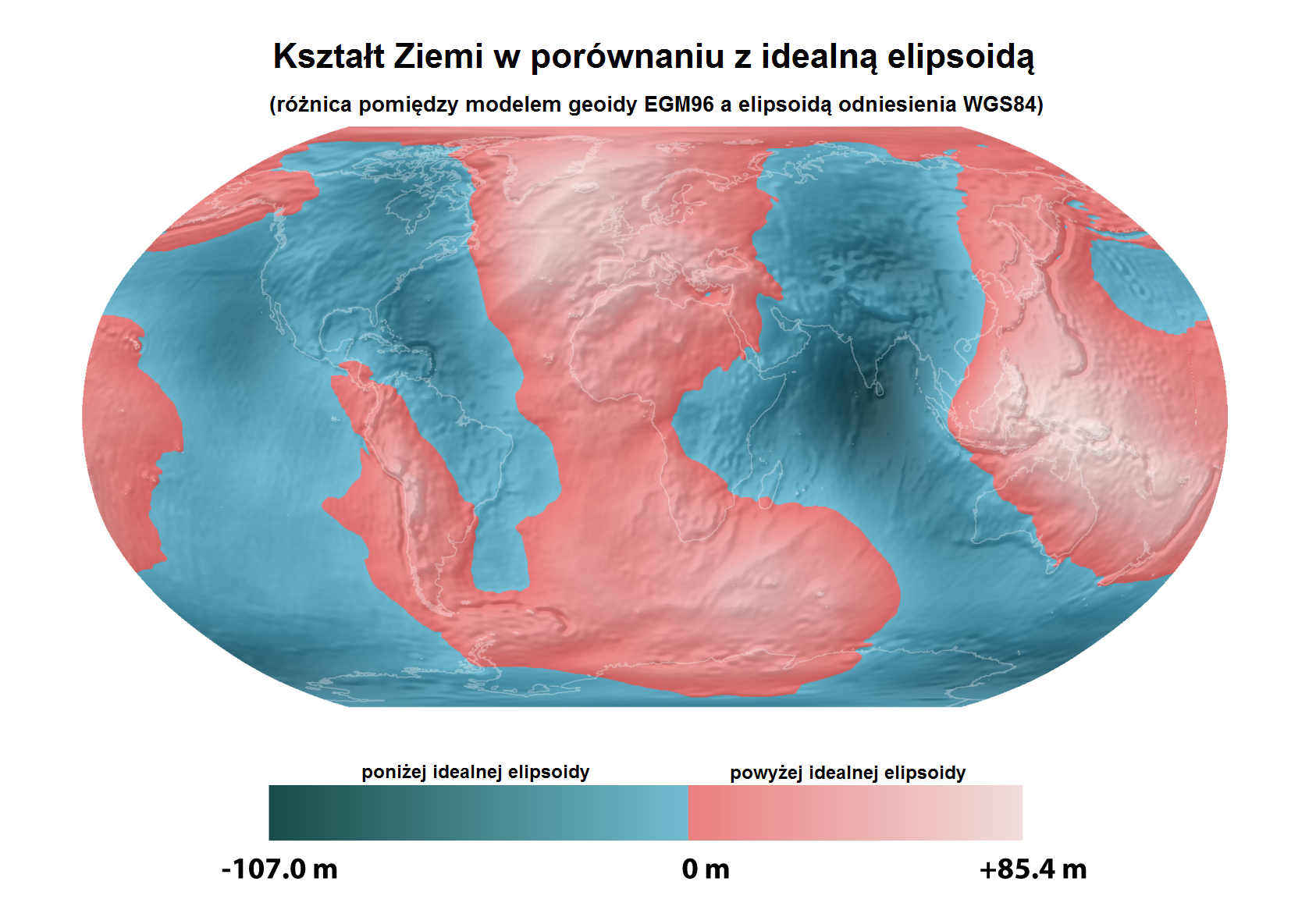
Różnica pomiędzy geoidą a elipsoidą

Ziemia, podobnie jak i pozostałe planety skaliste, ma skalną powłokę. Pod względem masy i średnicy jest to największa planeta skalista Układu Słonecznego. Ma również największą gęstość, najsilniejsze pole magnetyczne i grawitacyjne oraz najszybszy ruch obrotowy. Jest to jedyna znana planeta, na której są aktywne płyty tektoniczne.

### Kształt

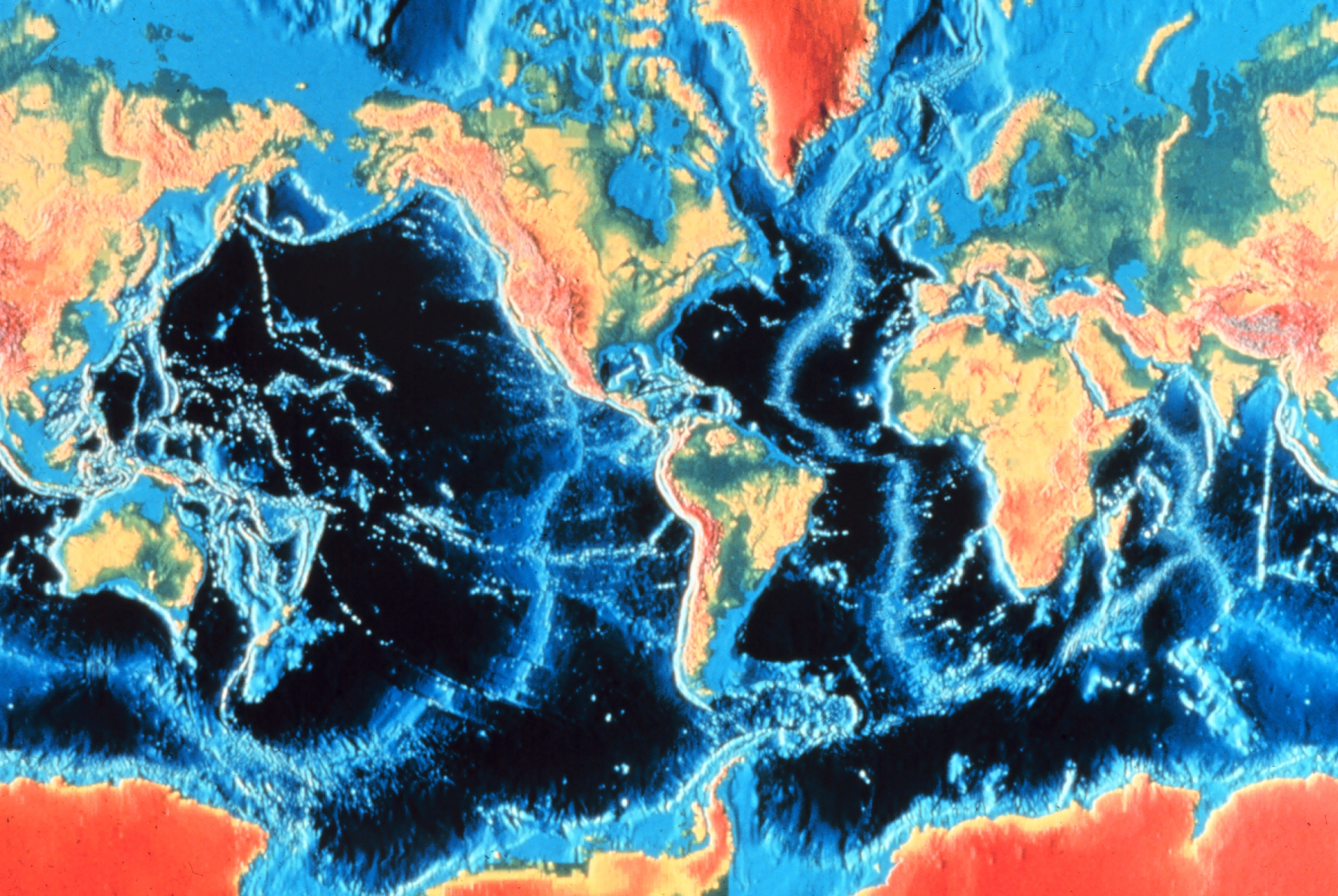
Mapa wysokości powierzchni Ziemi oraz głębokości jej oceanów

Kształt Ziemi zbliżony jest do elipsoidy obrotowej, kuli lekko spłaszczonej na biegunach i wybrzuszonej wzdłuż równika. Ruch obrotowy Ziemi sprawia, że średnica równika jest o 43 km większa niż średnica pomiędzy biegunami. Przeciętna średnica wynosi 12 742 km.
Teoretyczna powierzchnia odpowiadająca kształtowi planety jest nazywana geoidą – jest to powierzchnia prostopadła do pionu w każdym jej punkcie. Geoida zerowa pokrywałaby się ze średnią powierzchnią oceanów przy pełnej równowadze znajdujących się w nich wód, czyli bez krótkotrwałych zmian poziomu morza przez prądy morskie i pogodę. Odchylenia geoidy od idealnej elipsoidy wynoszą od –106 do 85 m. Ponieważ nieregularności geoidy mogą mieć znaczenie przy dokładnym określaniu położenia, przy pomiarach i obliczeniach geodezyjnych preferowane jest odniesienie do elipsoidy. W porównaniu do idealnej elipsoidy, odchylenie względne geoidy wynosi 1/584, czyli 0,17%. Jest to mniej niż wymagana tolerancja kul bilardowych (0,22%).
Największe lokalne odchylenia powierzchni to Mount Everest (8848 m n.p.m.) i Rów Mariański (10 911 m p.p.m.). Najbardziej oddalonym miejscem powierzchni od środka planety jest wierzchołek Chimborazo (6263,47 m n.p.m.) w Ekwadorze.

### Skład chemiczny
| Związek            | Wzór    | Udział |
| ------------------ | ------- | ------ |
| dwutlenek krzemu   | SiO2    | 59,1%  |
| tlenek glinu       | Al2O3   | 15,8%  |
| tlenek wapnia      | CaO     | 6,4%   |
| tlenek magnezu     | MgO     | 4,4%   |
| tlenek sodu        | Na2O    | 3,2%   |
| tlenek żelaza      | FeOT    | 6,6%   |
| tlenek potasu      | K2O     | 1,88%  |
| tlenek manganu(II) | MnO     | 0,11%  |
| tlenek tytanu(IV)  | TiO2    | 0,7%   |
| tlenek fosforu(V)  | P2O5    | 0,2%   |
| Łącznie            | Łącznie | 98,39% |

Masa Ziemi wynosi 5,98 × 1024 kg. Planeta składa się głównie z żelaza 32,1%, tlenu 30,1%, krzemu 15,1%, magnezu 13,9%, siarki 2,9%, niklu 1,8%, wapnia 1,5%, glinu 1,4%, chromu 0,4% oraz z pozostałych 0,7%, wśród których są śladowe ilości innych pierwiastków. Ze względu na dyferencjację, jądro zbudowane jest przede wszystkim z żelaza (88,8%), a także niklu (5,8%), siarki (4,5%) i śladowych ilości (mniej niż 1%) innych pierwiastków.
Geochemik Frank W. Clarke określił skład ilościowy skorupy ziemskiej. Obliczył, że składa się ona w niewielu więcej niż 47% z tlenu, wchodzącego głównie w skład skał ziemskich w postaci tlenków, przede wszystkim tlenków glinu, żelaza, wapnia, magnezu, sodu oraz potasu; chlor, siarka i fluor wchodzą w skład niewielu ponad 1% skał. Dwutlenek krzemu (krzemionka) występuje w przyrodzie w czystej postaci jako kwarc, tworzy też sole zwane krzemianami – minerały, z których zbudowane jest ponad 90% skał tworzących skorupę ziemską. Na podstawie obliczeń opartych na 1672 analizach wszystkich rodzajów skał Clarke wywnioskował, że 99,22% skał składa się z 11 rodzajów tlenków (10 z nich zamieszczono w tabelce po prawej); pozostałe tlenki występują w znikomych ilościach.

### Struktura wewnętrzna
Wnętrze Ziemi można podzielić ze względu na chemiczne lub mechaniczne (fizyczne) właściwości. Pod względem budowy chemicznej, planeta składa się z krzemianowej skorupy, bogatego w krzem, magnez i żelazo płaszcza oraz żelaznego jądra. Pod względem właściwości mechanicznych, wyróżnia się stałą litosferę, plastyczną astenosferę, stałą mezosferę, płynne jądro zewnętrzne i stałe jądro wewnętrzne. Badanie właściwości poszczególnych warstw odbywa się z użyciem pomiarów sejsmologicznych. W górnych rejonach skorupy ziemskiej możliwe jest pobieranie próbek geologicznych. Najgłębszym odwiertem na świecie jest SG-3, o głębokości 12 262 m.
Temperatura środka planety może wynosić 4000–7000 K, a ciśnienie dochodzić do 360 GPa. Prawdopodobnie początkowo ciepło wewnętrzne Ziemi pochodziło głównie z kontrakcji grawitacyjnej, w okresie formowania się planety. Obecnie, najwięcej ciepła (45 do 90%) pochodzi z rozpadu radioaktywnego izotopów potasu (40K), uranu (238U) i toru (232Th). Czas połowicznego rozpadu tych pierwiastków wynosi, odpowiednio, 1,25 mld, 4 mld i 14 mld lat. Źródła ciepła upatruje się też częściowo w ochładzaniu się płaszcza, tarciu wewnętrznym wywołanym siłami pływowymi i zmianami w prędkości obrotu Ziemi. Część energii termicznej jądra transportowana jest do skorupy ziemskiej poprzez pióropusz płaszcza, który może powodować powstawanie plam gorąca i pokryw lawowych. Szacowana moc ciepła wypływającego z jądra Ziemi wynosi od 4 do 15 TW, a wypływ ciepła na powierzchnię ma wartość 46 TW. Jest to niewiele w bilansie energetycznym powierzchni Ziemi – ok. 1/10 W/m², co stanowi około 1/10000 energii promieniowania słonecznego docierającego do Ziemi.
| Przekrój Ziemi od jądra do egzosfery. W pierwszym rysunku nie zachowano skali. | Głębokość km | Warstwa           | Gęstość kg/m³ |
| ------------------------------------------------------------------------------ | ------------ | ----------------- | ------------- |
| Przekrój Ziemi od jądra do egzosfery. W pierwszym rysunku nie zachowano skali. | 0–60         | litosfera         | –             |
| Przekrój Ziemi od jądra do egzosfery. W pierwszym rysunku nie zachowano skali. | 0–35         | ... skorupa       | 2200–2900     |
| Przekrój Ziemi od jądra do egzosfery. W pierwszym rysunku nie zachowano skali. | 35–400       | ... płaszcz górny | 3400–4400     |
| Przekrój Ziemi od jądra do egzosfery. W pierwszym rysunku nie zachowano skali. | 35–2885      | płaszcz           | 3400–5600     |
| Przekrój Ziemi od jądra do egzosfery. W pierwszym rysunku nie zachowano skali. | 100–700      | ... astenosfera   | –             |
| Przekrój Ziemi od jądra do egzosfery. W pierwszym rysunku nie zachowano skali. | 2885–5155    | jądro zewnętrzne  | 9900–12200    |
| Przekrój Ziemi od jądra do egzosfery. W pierwszym rysunku nie zachowano skali. | 5155–6370    | jądro wewnętrzne  | 12800–13100   |

#### Skorupa
Skorupa ziemska jest zewnętrzną powłoką Ziemi. Zajmuje do 1% objętości globu oraz 0,7% jego masy, jest to jednak najbardziej zróżnicowana chemicznie i fizycznie geosfera i jedyna (poza atmosferą i hydrosferą) dostępna do bezpośrednich badań. Granicę pomiędzy płaszczem a skorupą wyznacza nieciągłość Mohorovičicia (zwana też powierzchnią Moho). Nieciągłość Moho, odkryta przez chorwackiego geofizyka Andriję Mohorovičicia w 1909, pod kontynentami znajduje się na głębokości około 35 km, a pod oceanami 5–8 km poniżej dna oceanu. Dolna część skorupy ziemskiej (warstwa bazaltowa) jest oddzielona od części górnej (warstwa granitowa) przez nieciągłość Conrada.
Skorupa ziemska dzielona jest na skorupę kontynentalną i oceaniczną, które różnią się grubością, gęstością, budową geologiczną, wiekiem i składem chemicznym, a także sposobem powstania. Gęstość skorupy kontynentalnej wynosi średnio 2700 kg/m³. W rejonach aktywnych tektonicznie ma ona grubość 35–45 km, a w regionach stabilnych – 55–70 km. Skorupa oceaniczna ma grubość 10–12 km i średnią gęstość 3000 kg/m³.

#### Płaszcz
Płaszcz ziemski znajduje się na głębokości od 35 do 2890 km, co czyni go najgrubszą warstwą planety. Ciśnienie u jego podstawy ma wartość ok. 140 GPa (1,4 Matm). Rozróżnia się do czterech warstw płaszcza, które składają się głównie z substancji bogatych w żelazo i magnez: płaszcz górny, strefa przejściowa, płaszcz dolny i warstwa D. Ponadto w płaszczu górnym wyróżnia się dodatkowo astenosferę.
Płaszcz górny, zwany zewnętrznym, budują związki chromu, żelaza, krzemu i magnezu (tzw. crofesima). Średnia gęstość tej sfery wynosi 4000 kg/m³. Górna część płaszcza ma od 35 do 400 km głębokości; jest to warstwa o cechach plastycznych i zapewnia skorupie ziemskiej ruchliwość – wywodzą się z niej procesy tektoniczne. Płaszcz dolny, zwany też wewnętrznym, zbudowany jest głównie z niklu, żelaza, krzemu i magnezu (tzw. nifesima). Średnia gęstość płaszcza wewnętrznego waha się w granicach 5000–5600 kg/m³. W płaszczu Ziemi zachodzą zjawiska związane z powolnym przemieszczaniem się w górę plastycznych mas materii pod wpływem ciepła (ruchy konwekcyjne).
Temperatura topnienia substancji zależy od ciśnienia, jakiemu jest ona poddawana. Im głębiej, tym ciśnienie większe, płaszcz dolny jest w stanie stałym, a górny – w stanie plastycznym (półpłynnym). Średnia globalna lepkość płaszcza górnego wynosi 1020 – 1021 Pa·s, a płaszcza dolnego 1022 Pa·s.

#### Jądro

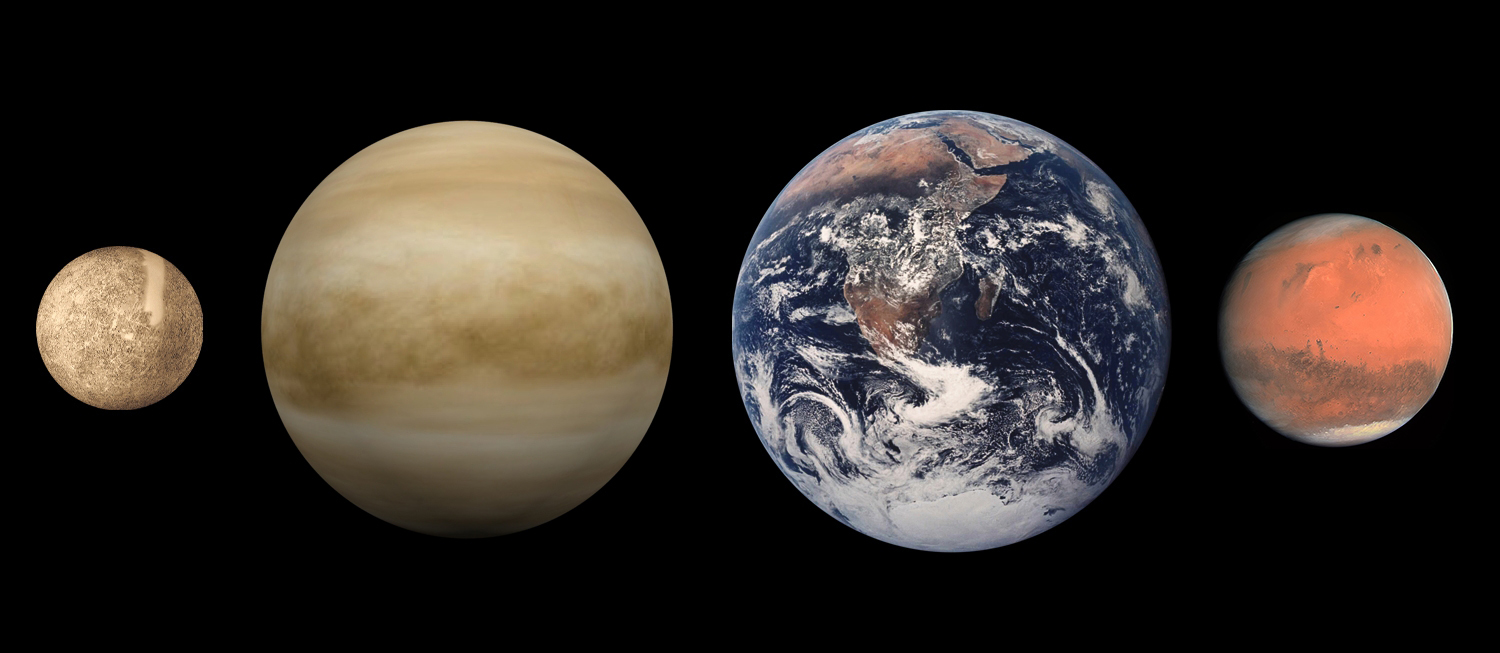
Planety skaliste (od lewej): Merkury, Wenus, Ziemia i Mars

Gęstość Ziemi wynosi 5515 kg/m³, czyniąc ją najgęstszą planetą w Układzie Słonecznym. Gęstość wzrasta wraz z głębokością – przy powierzchni ma wartość 2200–2900 kg/m³, jądro składa się z najgęstszych substancji – 12 000–13 000 kg/m³. Około 4,54 mld lat temu, podczas formowania się planety, Ziemia stanowiła półpłynną, stopioną masę. Cięższe substancje opadały w kierunku środka, podczas gdy lżejsze materiały odpływały ku powierzchni. W efekcie jądro składa się głównie z żelaza i niklu. Inne cięższe pierwiastki, jak ołów i uran, występują zbyt rzadko, żeby przewidzieć ich dokładne rozmieszczenie oraz mają tendencję do tworzenia wiązań z lżejszymi pierwiastkami, pozostają zatem w płaszczu.
Jądro podzielone jest na dwie części: stałe jądro wewnętrzne o promieniu ok. 1215 km i płynne jądro zewnętrzne wokół niego, o grubości 2270 km. Przyjmuje się, że jądra mają taki sam skład chemiczny, choć w innych stanach skupienia. Konwekcja jądra zewnętrznego połączona z ruchem rotacyjnym Ziemi (efekt Coriolisa) wytwarza ziemskie pole magnetyczne przez proces znany jako efekt dynama. Stałe jądro wewnętrzne jest zbyt gorące, aby utrzymać stałe pole magnetyczne (temperatura Curie), ale prawdopodobnie działa stabilizująco na pole magnetyczne wytwarzane przez ciekłe jądro zewnętrzne. Badania wskazują, że jądro wewnętrzne Ziemi obraca się szybciej niż reszta planety, o ok. 0,3–0,5° rocznie.
Temperatura w jądrze Ziemi wynosi 6230 ± 500 K.

### Ciepło
Ciepło wewnętrzne Ziemi pochodzi od resztek ciepła pochodzącego z akreacji planetarnej (20%) oraz ciepła produkowanego w procesie rozpadu radioaktywnego (80%). Głównymi izotopami produkującymi ciepło we wnętrzu Ziemi są potas-40, uran-238, uran-235 oraz tor-232. W samym środku jądra Ziemi temperatura może sięgać nawet 6000 °C, a ciśnienie osiąga do 360 GPa. Ponieważ większość ciepła powstaje podczas rozpadu radioaktywnego, naukowcy postulują, że we wczesnej fazie życia Ziemi produkcja ciepła była dużo większa. Miała ona miejsce ok. 3 mld lat temu i była dwukrotnie większa niż dzisiaj – w jej wyniku w szybszym tempie zachodziło zjawisko konwekcji oraz tektonika płyt; pozwoliła także na produkcję rzadkich skał magmowych, m.in. komatytów, których produkcja zachodzi obecnie dosyć rzadko.
Średnia ilość ciepła ubywającego z Ziemi wynosi 87 mW/m², z kolei całkowita ilość wynosi 4,42×1013 W. Część energii cieplnej jądra ziemskiego jest transportowana do skorupy przez pióropusze płaszcza. Więcej ciepła ziemskiego ubywa z kolei wskutek ruchów konwekcyjnych w płaszczu, które na powierzchni objawiają się w postaci tektoniki płyt, przez zapadanie chłodnych płyt w procesie subdukcji i upwelling płaszcza związany z grzbietami śródoceanicznymi. Pozostałe ciepło ubywa przez przewodzenie ciepła przez skały litosfery, głównie pod oceanami, ponieważ płaszcz ziemski jest tam cieńszy niż pod kontynentami.

### Tektonika płyt
W XIX wieku zauważono, że kontynenty „pasują” do siebie jak elementy układanki. Co więcej, na odpowiadających sobie wybrzeżach znaleziono te same formacje skalne, mimo że lądy te były oddalone od siebie o tysiące kilometrów. Ponadto skamieniałości wspólnego pochodzenia znajdowano w miejscach zupełnie odmiennych i oddalonych, np. na Antarktydzie i w Indiach. To skłoniło uczonych do spekulacji na temat „ewolucji” skorupy ziemskiej. Teoria Wegenera z 1912 sugerowała wędrówkę kontynentów; nie wyjaśniała ona jednak w jaki sposób kontynenty mogą się przemieszczać. W latach 30. XX wieku hipoteza Wegenera została zarzucona, a na początku lat 60. wykrystalizowała się nowa teoria – teoria tektoniki płyt w pewnym stopniu oparta na wywodach Wegenera.
Według dominującej obecnie teorii tektoniki płyt, powłoka zewnętrzna Ziemi składa się z dwóch warstw: sztywnej litosfery i płynnej astenosfery. Astenosfera to region, który ze względu na wyższą temperaturę i ciśnienie zachowuje się jak ciało plastyczne i może bardzo powoli płynąć. Litosfera pod wpływem ciepła ulega deformacji i rozbija się na bloki nazywane płytami tektonicznymi, które unoszą się na płynnym materiale astenosfery jak tafle lodu na powierzchni oceanu. Płyty stopniowo przesuwają się względem siebie; wyróżnia się trzy typy granic płyt: rozbieżne (płyty oddalają się od siebie, np. Grzbiet Śródatlantycki), zbieżne (jedna płyta podsuwa się pod drugą, np. Andy) i przesuwcze (płyty przesuwają się względem siebie, np. San Andreas). Na granicach płyt tektonicznych może zachodzić aktywność wulkaniczna, orogeneza, trzęsienia ziemi oraz formowanie się rowów oceanicznych.
Podczas gdy płyty tektoniczne przemieszczają się po powierzchni planety, dno oceanu jest subdukowane pod krawędzie natarcia planety na granicach zbieżnych. W tym samym czasie upwelling płaszcza ziemskiego na granicach rozbieżnych tworzy grzbiety oceaniczne. Połączenie tych procesów nieustannie przemieszcza płyty oceaniczne z powrotem do płaszcza ziemskiego. Z tego powodu większa część dna oceanicznego ma mniej niż 100 mln lat. Najstarsza płyta oceaniczna znajduje się w zachodniej części Oceanu Spokojnego – ma ona ok. 200 mln lat. Dla porównania, najstarsza płyta kontynentalna ma 4,03 mld lat.
| Nazwa płyty                 | Powierzchnia mln km² |
| --------------------------- | -------------------- |
| płyta afrykańska            | 61,3                 |
| płyta antarktyczna          | 60,9                 |
| płyta arabska               | 5,0                  |
| płyta australijska          | 47,2                 |
| płyta eurazjatycka          | 67,8                 |
| płyta filipińska            | 5,4                  |
| płyta karaibska             | 3,3                  |
| płyta kokosowa              | 2,9                  |
| płyta indyjska              | 11,9                 |
| płyta Juan de Fuca          | 0,3                  |
| płyta Nazca                 | 15,6                 |
| płyta północnoamerykańska   | 75,9                 |
| płyta południowoamerykańska | 43,6                 |
| płyta pacyficzna            | 103,3                |
| płyta Scotia                | 1,7                  |
| płyta somalijska            | 16,7                 |

Główne płyty tektoniczne Ziemi. Z 16 głównych płyt (pomniejsze nazwano w literaturze anglojęzycznej mianem microplate), nie jest zaznaczona, będąca w procesie formowania się, płyta somalijska. Dokładniejsza mapa, z zaznaczeniem płyty somalijskiej oraz ruchem płyt: Tectonic plates boundaries detailed-en.png.
Na styku płyt afrykańskiej i somalijskiej uformował się potężny system rowów tektonicznych, nazywanych Wielkimi Rowami Afrykańskimi. Jest to zarówno region wielkich trzęsień ziemi, jak i najstarszych znalezisk paleontologicznych praczłowieka.

Płyta australijska rozłączyła się z płytą indyjską ok. 50–55 mln lat temu. Najbardziej aktywne są płyty oceaniczne, takie jak płyta kokosowa, przesuwająca się z prędkością 75 mm/rok i płyta pacyficzna (52–69 mm/rok). Najmniej aktywna jest płyta eurazjatycka, przesuwająca się z szybkością 21 mm/rok.

### Pole magnetyczne
Ziemia wytwarza pole magnetyczne, odpowiadające, w pobliżu powierzchni Ziemi, w przybliżeniu polu dipola, którego bieguny położone są w pobliżu biegunów geograficznych. Oś magnetyczna nie pokrywa się jednak z osią obrotu Ziemi, lecz jest od niej odchylona o kilkanaście stopni i zmienia swoje położenie; obecnie odchylenie to wynosi około 11°.
Jako biegun północny igły magnetycznej (i ogólnie magnesów) przyjęło się wskazywać ten z jej końców, który wskazuje północ. Jest on przyciągany przez odwrotnie spolaryzowany biegun magnetyczny Ziemi, skąd wynika, iż na północnej półkuli Ziemi znajduje się jej południowy biegun magnetyczny i odwrotnie, na południu biegun północny. Mimo to często stosowane jest oznaczanie biegunów magnetycznych Ziemi zgodnie z nazwami biegunów geograficznych, a odwrotnie w stosunku do oznaczeń biegunów magnesu stosowanych w fizyce.
Według teorii dynama, pole magnetyczne Ziemi powstaje w zewnętrznym płynnym jądrze Ziemi, w wyniku ruchów konwekcyjnych porządkowanych przez ruch wirowy Ziemi. Ruchy te generują prąd elektryczny, który wytwarza pole magnetyczne. Ruchy konwekcyjne w jądrze są z natury chaotyczne i okresowo zmieniają ustawienie co jest prawdopodobną przyczyną przebiegunowania Ziemi, następującego nieregularnie, średnio kilka razy w przeciągu miliona lat. Ostatnie przebiegunowanie miało miejsce około 700 000 lat temu.
Pole magnetyczne tworzy magnetosferę ziemską, która odchyla cząstki wiatru słonecznego, wskutek czego pole ulega deformacji. Część odchylonych cząsteczek wiatru słonecznego powoduje powstanie koncentrycznych pierścieni naładowanych elektrycznie cząstek, nazywanych pasami Van Allena. Kiedy plazma przenika atmosferę Ziemi w pobliżu biegunów magnetycznych, zachodzi zjawisko zorzy polarnej. Dział nauki zajmujący się badaniem pola magnetycznego planety to geomagnetyzm.

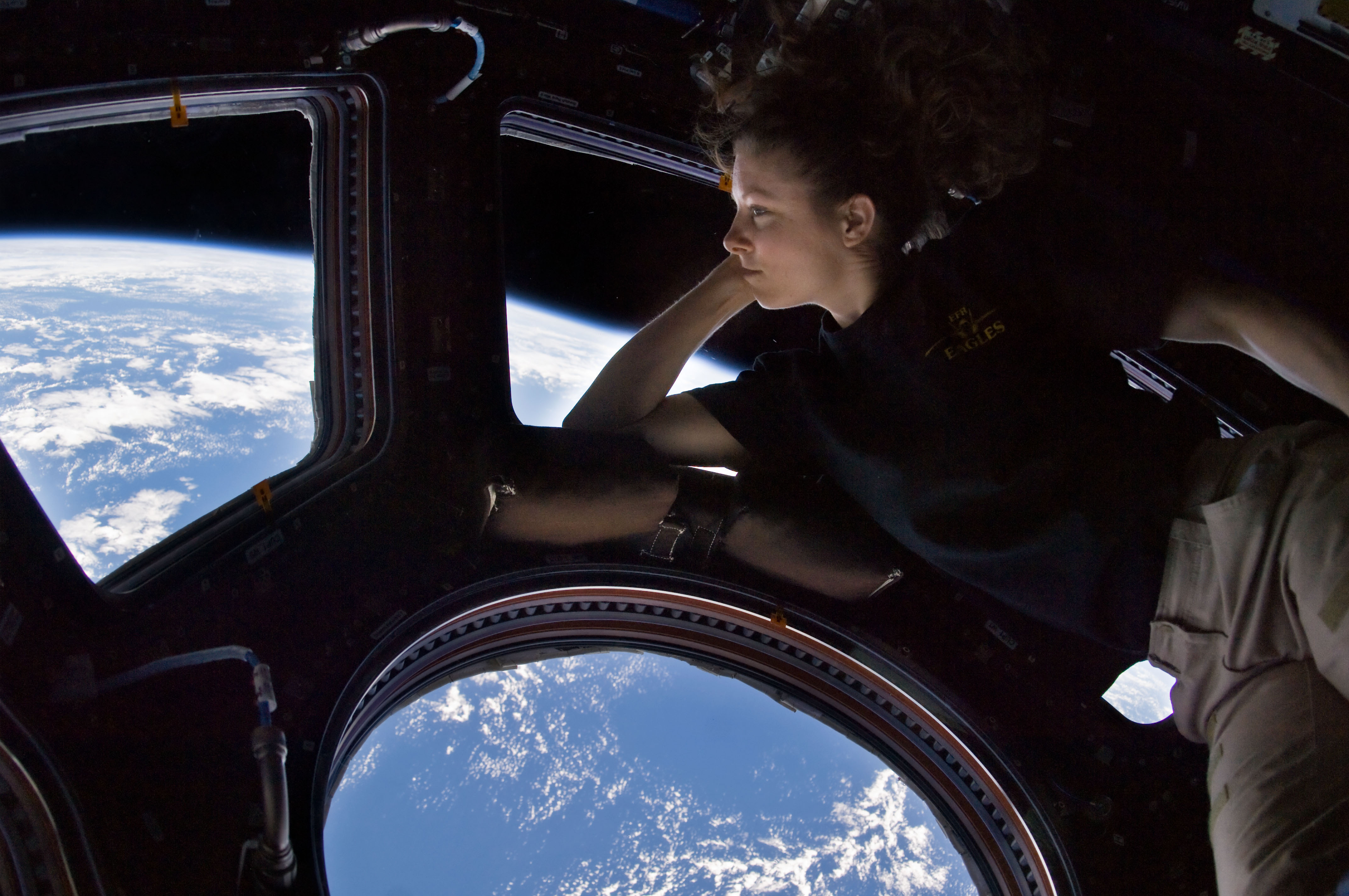
Tracy Caldwell Dyson oglądająca Ziemię z ISS, 2010

## Sfery Ziemi
Wyróżnia się 4 główne sfery ziemskie: atmosfera (powietrze), litosfera (skały), hydrosfera (woda) i biosfera (życie). Bardziej szczegółowe podziały wymieniają też powłokę wodną w stanie stałym – kriosfera, sferę gleb – pedosfera oraz sferę, w obręb której wchodzi działalność gospodarcza człowieka – epigeosfera. W biosferze wyróżnia się obszar zamieszkiwany przez zwierzęta (zoosfera) i obszar, który zamieszkują rośliny (fitosfera)

### Biosfera
Przestrzeń, w której występują organizmy żywe planety nazywa się biosferą. Ziemia jest jedynym znanym miejscem występowania życia. Planeta znajduje się w strefie, w której panują jedyne w Układzie Słonecznym warunki (temperatura od –70 do 80 °C, ciekła woda, tlen cząsteczkowy), umożliwiające rozwinięcie się organizmów o strukturze takiej jak ziemskie. Ekosfera ta rozciąga się od 0,95 au do 1,37 au od Słońca.
Biosfera dzieli się na biomy – obszary wyróżniające się szatą roślinną tworzącą charakterystyczne formacje roślinne oraz swoistą fauną. Decydujący wpływ na charakter i zróżnicowanie biomów ma klimat i dlatego biomy tworzą pasy w zależności od szerokości geograficznej, których układ jest modyfikowany przez lokalne warunki orograficzne i klimatyczne. Ziemskie biomy leżące w Arktyce i Antarktydzie są względnie ubogie w życie roślinne i zwierzęce, podczas gdy biomy najbogatsze w formy życia leżą w strefie równikowej.
Biosfera stanowi sumę wszystkich ziemskich ekosystemów. W skład ekosystemów wchodzą wszystkie organizmy żywe znajdujące się na danym obszarze (biocenoza) i wszystkie elementy nieożywione (biotop) danego obszaru. Biocenozę tworzą populacje – wszystkie osobniki określonego gatunku żyjące w danym środowisku i wzajemnie na siebie wpływające. Na jeszcze mniejszym poziomie organizacji żywej materii jest organizm – istota, której poszczególne części i struktury tworzą zharmonizowaną całość, wykazującą wszelkie cechy życia. Bardziej złożone organizmy składają się z narządów (które mogą tworzyć układy narządów). Narządy z kolei składają się z tkanek. Podstawową jednostką życia, obecną we wszystkich ziemskich organizmach, jest komórka, zdolna do przemiany materii i rozmnażania.
Wszystkie organizmy występujące na ziemi są klasyfikowane w ramach systematyki biologicznej. Podział zaproponowany w 1990 przez Carla Woese, oparty na badaniach molekularnych, dzieli świat żywy na trzy domeny: bakterie, archeowce i jądrowce.
Wcześniej organizmy klasyfikowano najczęściej na pięć królestw: bakterie, protisty, grzyby, rośliny i zwierzęta. Organizmy klasyfikowane są w układzie jednostek (taksonów) tworzonych ze względu na kryterium pokrewieństwa ewolucyjnego, poniżej poziomu wspomnianego królestwa, przez typy, gromady, rzędy, rodziny, rodzaje i gatunki. Opisano ok. 2 mln gatunków żyjących obecnie na Ziemi, ich szacowana liczba wynosi jednak do 100 mln.
Na podstawie zróżnicowania skamieniałości i długiej historii życia, szacuje się, że ok. 99% gatunków jakie kiedykolwiek żyły na Ziemi, wymarło. Gatunkiem, który współcześnie ma ogromny wpływ na kształtowanie warunków życia na Ziemi jest człowiek rozumny. Jego działalność spowodowała tak daleko idące przeobrażenie warunków do utrzymania i rozwoju życia na Ziemi, że przypisywane jest mu powodowanie lub przyspieszenie obecnego masowego wymierania (zwanego „szóstym wymieraniem” lub „szóstą katastrofą”). Szacuje się, że obecne tempo zaniku różnorodności gatunkowej jest do 1000 razy większe niż w ciągu ostatnich 100 000 lat. Czerwona księga gatunków zagrożonych z 2008 podaje, że 16 928 gatunków jest zagrożonych wyginięciem.

#### Zagrożenia
Niektóre obszary podatne są na skrajne zjawiska pogodowe, takie jak huragany, cyklony czy tajfuny. W innych miejscach mogą występować klęski żywiołowe, jak trzęsienia ziemi, osuwiska, tsunami, erupcje wulkaniczne, leje krasowe, susze, powodzie, zamiecie śnieżne lub pożary. Wiele stref lokalnych znajduje się pod wpływem spowodowanego przez człowieka zanieczyszczenia wody i powietrza, kwaśnego deszczu i substancji toksycznych, utraty roślinności (przez intensywny wypas, wylesianie i pustynnienie), zaniku dzikiej przyrody, degradacji i utraty gleby, erozji oraz rozprzestrzeniania się gatunków inwazyjnych.
Najprawdopodobniej wywoływany działalnością ludzi wzrost emisji dwutlenku węgla jest główną przyczyną globalnego ocieplenia. Według prognoz, rosnąca temperatura powodować ma m.in. wzrost poziomu morza, cofanie się lodowców, topnienie lądolodów, nasilenie się ekstremalnych zjawisk pogodowych oraz zmiany w ilości i strukturze opadów atmosferycznych.

### Litosfera

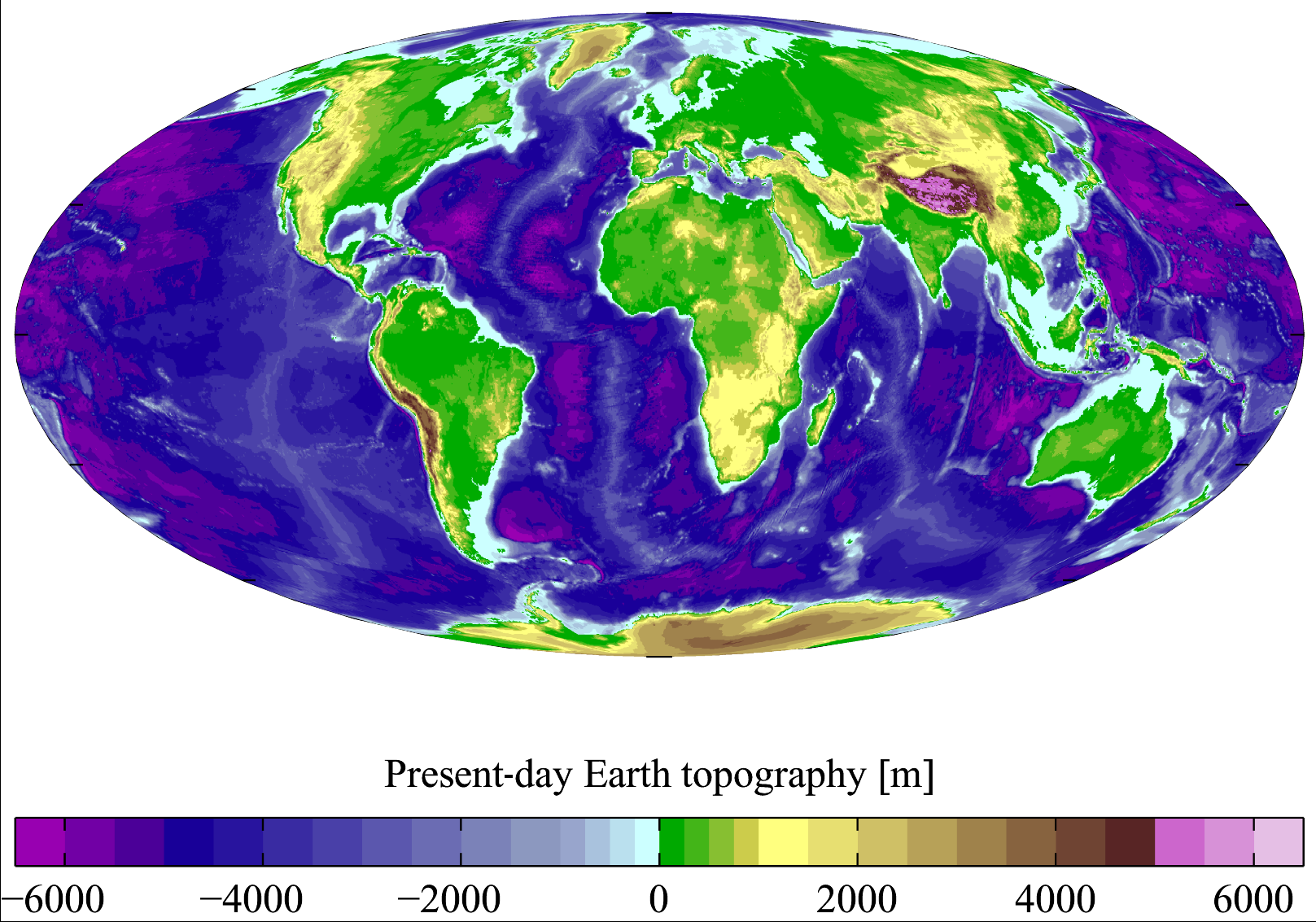
Obecna topografia Ziemi

Rzeźba terenu różni się w poszczególnych miejscach na Ziemi. Około 70,8% powierzchni pokrywa woda, a szelf kontynentalny znajduje się średnio 130 m poniżej poziomu morza. Powierzchnia podwodna ma zarówno cechy górzyste: góry podwodne, grzbiety śródoceaniczne, rowy oceaniczne, podwodne wulkany, płaskowyże oceaniczne, jak i równinne, np. równiny abisalne. Na lądach (29,2%) spotyka się góry, pustynie, równiny, płaskowyże i inne typy ukształtowania geomorfologicznego.
Powierzchnia planety ulega przekształceniom ze względu na tektonikę i erozję. Cechy powierzchni utworzone lub zdeformowane przez płyty tektoniczne podatne są na wietrzenie, cykle termiczne i efekty chemiczne. Zlodowacenie, tworzenie się raf koralowych i upadek meteorytów również wpływają na ukształtowanie powierzchni.
Skorupa ziemska oceaniczna jest stale tworzona w granicach rozbieżnych płyt (w grzbietach śródoceanicznych) z zastygającej magmy płaszcza oraz niszczona – wciągana z powrotem do płaszcza – w granicach zbieżnych (strefach subdukcji). W wyniku tych procesów, materiał z którego zbudowane jest dno oceaniczne ulega stałemu przetwarzaniu. Większość dna ma mniej niż 100 mln lat, a szacowany wiek najstarszej skorupy oceanicznej, na zachodnim Pacyfiku, wynosi 200 mln lat. (3/4 powierzchni Ziemi ma skorupę młodszą niż 200 mln lat). Porównując, najstarsze znalezione na lądzie skamieniałości mają ok. 3 mld lat.
Skorupa ziemska kontynentalna składa się w znacznej mierze ze skał magmowych i metamorficznych o małej gęstości – granitu i andezytu. W mniejszej proporcji w jej skład wchodzi również najczęściej występująca skała na Ziemi – bazalt, który jest podstawowym składnikiem dna oceanicznego. Wskutek nagromadzenia się materiału przynoszonego przez czynniki zewnętrzne powstają skały osadowe. Zajmują one 75% powierzchni, choć stanowią tylko 5% skał skorupy położonych na głębokości 10 km. Skorupę ziemską budują głównie skały metamorficzne, powstałe pod wpływem wysokiej temperatury lub ciśnienia z innych skał, takie jak gnejs, łupek, marmur czy kwarcyt.
Składnikami skał są minerały. Najczęściej występują minerały z grupy krzemianów –
kwarc, skaleń, amfibole, miki, pirokseny i oliwiny. Powszechne minerały z grupy węglanów, to kalcyt (budulec wapienia), aragonit oraz dolomit.
Pedosfera to powierzchniowa warstwa skorupy ziemskiej, w której zachodzą procesy glebotwórcze. Gleba wpływa na produkcję i rozkład biomasy, przepływ energii i obieg materii w ekosystemie.

#### Użytkowanie zasobów naturalnych
Litosfera zapewnia zasoby naturalne, które są eksploatowane dla bytowania i gospodarki człowieka. Niektóre z nich to surowce nieodnawialne, których ponowne uzupełnienie w wyniku procesów naturalnych jest niemożliwe w krótkim czasie.
Ze złóż paliw kopalnych zawartych w skorupie ziemskiej wydobywa się ropę naftową, węgiel, gaz ziemny, torf i klatrat metanu. Są one wykorzystywane przez człowieka jako główne źródło energii. W 2006 około 86% wyprodukowanej energii pochodziło z paliw kopalnych, 6,3% z elektrowni wodnych, 5,9% z energii jądrowej, a pozostałe 1,0% to energia geotermalna, słoneczna, wiatru i biomasa. Z głębi Ziemi wydobywa się też minerały rudne zawierające związki metali, m.in. rudy żelaza, cynku, miedzi i ołowiu.
Z ziemskiej biosfery produkowane są naturalnie lub syntetycznie produkty biologiczne, m.in. pokarm, drewno, leki i kompost. Człowiek używa materiałów budowlanych do budowy domów i ochrony dobytku. Ingeruje także w cykl hydrologiczny dla zapewnienia wody słodkiej do konsumpcji, celów przemysłowych i nawadniania. Według artykułu naukowego z 2005, około 40% powierzchni lądu zajmują tereny rolnicze (w tym pastwiska). Światowy ślad ekologiczny człowieka w 2007 wyniósł 2,7 globalnych hektarów (gha) na osobę, a możliwości planety do regeneracji zasobów naturalnych oszacowano na mniej o 0,6 gha na osobę.

### Atmosfera

Histogram wysokości bezwzględnej skorupy ziemskiej

Masę atmosfery ziemskiej szacuje się na 5,1 × 1018 kg. Na poziomie morza gęstość powietrza wynosi 1,217 kg/m³, a ciśnienie atmosferyczne – 101,325 kPa i maleje wraz z wysokością. Warstwa atmosfery o grubości do 100 km (homosfera) składa się przede wszystkim z azotu (78% objętości powietrza), tlenu (20,9%) oraz argonu (0,9%). Zawiera także śladowe ilości dwutlenku węgla i innych niż argon gazów szlachetnych. Zawartość pary wodnej w atmosferze ulega częstej zmianie i wynosi średnio ok. 1%. Atmosfera Ziemi stale ulatnia się w kosmos w tempie około 3 kg wodoru i 50g helu na sekundę.
Najniższą i najcieńszą warstwą atmosfery jest troposfera. Jej górna granica zmienia się wraz z szerokością geograficzną i porą roku; wynosi ona od mniej niż 8 km nad biegunami w zimie do 17,5 km nad Azją Południowo-Wschodnią w lecie.
Biosfera ziemska zmieniła skład chemiczny atmosfery. Ewolucja fotosyntezy tlenowej ok. 2,7 mld lat temu doprowadziła do wzrostu zawartości tlenu w atmosferze. Umożliwiło to rozwój organizmów aerobowych i uformowanie się powłoki ozonowej, która blokuje szkodliwe dla organizmów żywych promieniowanie ultrafioletowe, pole magnetyczne zaś nie dopuszcza do Ziemi cząsteczek wiatru słonecznego.
Inne funkcje atmosfery sprzyjające życiu na Ziemi to transport pary wodnej, dostawa różnorodnych gazów, spalanie mniejszych meteorów przed uderzeniem w powierzchnię i regulacja temperatury. To ostatnie zjawisko znane jest jako efekt cieplarniany: atmosfera „zatrzymuje” część energii termicznej emitowanej z jej powierzchni w kosmos, przez co podnosi się temperatura. Głównymi gazami cieplarnianymi są para wodna, dwutlenek węgla, metan, podtlenek azotu i ozon troposferyczny. Bez efektu cieplarnianego, średnia temperatura kuli ziemskiej wynosiłaby –19 °C. Ze względu na zróżnicowane pochłanianie i odbijanie promieniowania słonecznego przez zawarte w niej gazy (ultrafiolet pochłaniany jest w dużej mierze przez tlen, zwłaszcza w postaci ozonu, niektóre przedziały podczerwieni przez gazy cieplarniane) atmosfera ziemska jest przezroczysta jedynie dla światła o pewnych długościach fal. W związku z tym organizmy wykorzystują głównie pewien zakres promieniowania słonecznego, określany jako światło widzialne lub promieniowanie czynne fotosyntetycznie.

#### Klimat i pogoda
Klimat i pogodę na Ziemi kształtują trzy podstawowe procesy klimatotwórcze: obieg ciepła, obieg wody i krążenie powietrza, a także czynniki geograficzne: układ lądów i oceanów, wysokość n.p.m. i odległość od morza (oceanu). Pogoda to ogół zjawisk atmosferycznych zachodzących w danej chwili i miejscu. Klimat to przebieg zjawisk pogodowych na danym obszarze w okresie wieloletnim (ok. 30 lat).
Atmosfera ziemska nie ma określonej granicy – jej gęstość zmniejsza się wraz z wysokością, ostatecznie przechodząc w przestrzeń kosmiczną. Trzy czwarte masy atmosfery zawarte jest w początkowych 11 km, w warstwie nazywanej troposferą. Słońce nagrzewa powierzchnię Ziemi, a najniższe warstwy atmosfery nagrzewają się od powierzchni, co powoduje rozszerzanie powietrza. Cieplejsze powietrze jest lżejsze i unosi się do góry, w jego miejsce napływa chłodniejsze, o większej gęstości. Proces ten nazywany jest cyrkulacją powietrza i prowadzi do redystrybucji ciepła na planecie. Główne prądy powietrzne to pasaty, wiejące w strefie do 30° szerokości geograficznej oraz wiatry zachodnie, wiejące od 30° do 60° szerokości. Prądy morskie również w istotny sposób wpływają na klimat, w szczególności cyrkulacja termohalinowa, która prowadzi do wymiany energii cieplnej pomiędzy tropikami a strefami polarnymi.

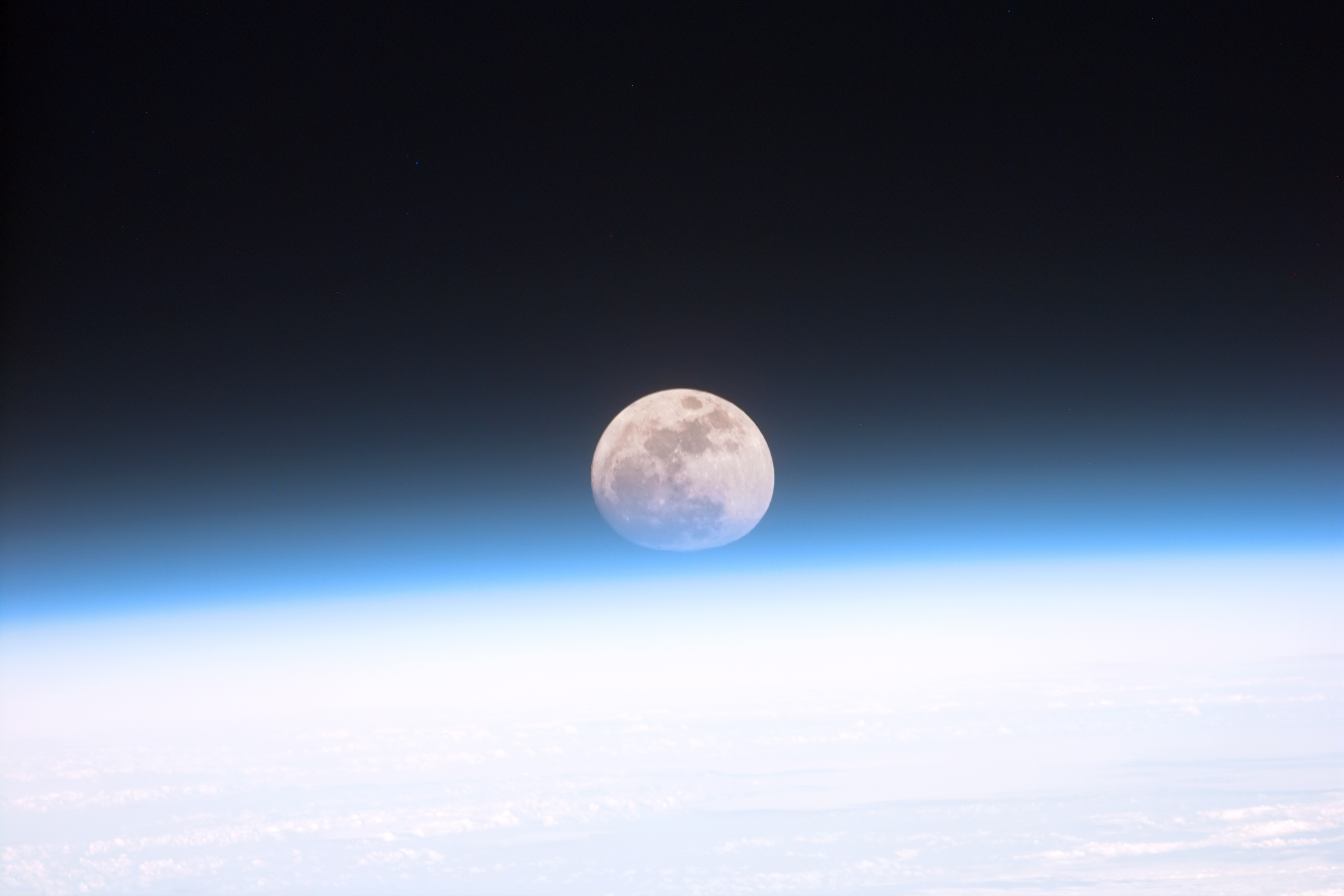
Zdjęcie z orbity – Księżyc częściowo przysłonięty ziemską atmosferą

Następuje również cyrkulacja pary wodnej, pochodzącej z wyparowywania powierzchni Ziemi. Kiedy warunki atmosferyczne umożliwiają unoszenie się ciepłego i wilgotnego powietrza, następuje kondensacja (resublimacja lub skraplanie) pary. Wskutek tego, powstają chmury i woda spada na powierzchnię jako opad atmosferyczny. Większość wody transportowana jest na niższe wysokości przez systemy rzeczne, przeważnie powracając do oceanów lub osiadając w jeziorach. Ten cykl hydrologiczny to kluczowy mechanizm zapewniający życie na lądzie oraz główny czynnik erozji powierzchni. Ilość opadów waha się w poszczególnych rejonach, od poniżej milimetra na rok do kilku metrów na rok. Jest to uwarunkowane cyrkulacją atmosferyczną, cechami topograficznymi i temperaturą.
Ziemię można podzielić na równoleżnikowe pasy, w których występuje względnie jednorodny klimat. Wyróżnia się następujące strefy klimatyczne, zaczynając od biegunów: klimat okołobiegunowy, umiarkowany, podzwrotnikowy, zwrotnikowy i równikowy. Klimat można też klasyfikować ze względu na temperaturę i ilość opadów – regiony, w których występują prawie jednolite masy powietrza. Cztery podstawowe masy powietrza to: arktyczne (PA), polarne (PP), zwrotnikowe (PZ) i równikowe (PR).

#### Atmosfera górna
Powyżej troposfery znajduje się stratosfera (10–50 km n.p.m.), mezosfera (50–80 km n.p.m.) i termosfera (80–500 km n.p.m.). Wykazują one różnice w pionowym gradiencie temperatury (zmianą temperatury wraz z wysokością). W stratosferze znajduje się powłoka ozonowa. Umowna granica pomiędzy atmosferą ziemską i przestrzenią kosmiczną, przebiegająca na wysokości 100 km n.p.m. (w termosferze), nazywa się Linią Kármána. Powyżej tych warstw jest egzosfera, w której zanikają ostatnie ślady obecności powietrza.
Energia termiczna powoduje, że niektóre cząsteczki znajdujące się w górnej atmosferze osiągają prędkość ucieczki i zdolne są do opuszczenia pola grawitacyjnego planety. Skutkuje to stałym, stopniowym ulatywaniem atmosfery w kosmos. Ponieważ wodór w stanie wolnym ma małą masę atomową, ulatuje on w szybszym tempie niż inne gazy. Doprowadziło to do zmiany stanu planety, z początkowej redukcji do obecnego utlenienia. Częściowa utrata reduktorów takich jak wodór miała być przyczyną dużej akumulacji tlenu w atmosferze, zdolność tego pierwiastka do ucieczki w przestrzeń kosmiczną wpłynęła więc na rozwinięcie się życia na planecie. Jednak w obecnej atmosferze, o dużej zawartości tlenu, większość atomów wodoru wchodzi w reakcję z tlenem i powstaje woda, która ulega kondensacji i nie dociera do górnych warstw atmosfery. Jego utrata następuje więc głównie poprzez rozbijanie cząsteczek metanu przez światło słoneczne w górnej atmosferze.

### Hydrosfera
Ze względu na unikalną w Układzie Słonecznym wodną powłokę – hydrosferę, Ziemia ma przydomek „Błękitnej planety”. Tworzą ją wody powierzchniowe (oceany, morza, rzeki, jeziora, bagna) i podziemne, jak również lodowce, pokrywy śnieżne oraz para wodna.

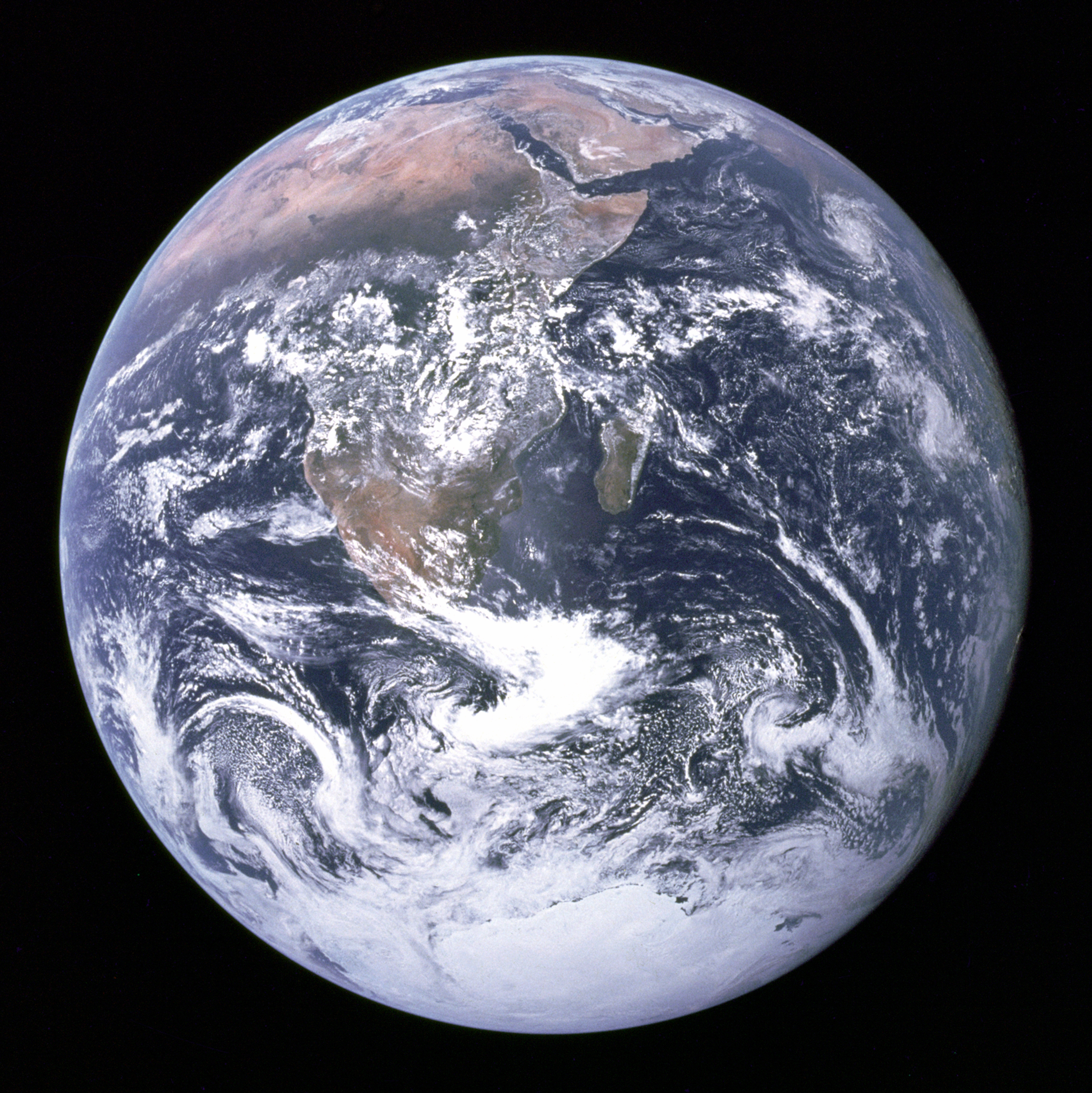
Zdjęcie „Blue Marble” – Ziemia widziana z pokładu Apollo 17

Najważniejszym składnikiem hydrosfery są oceany – zawierają one ok. 1,35×1018 ton wody (1/4400 masy Ziemi), co daje objętość 1,332×109 km³. Średnia głębokość oceanów wynosi 3800 m, czyli ponad cztery razy więcej niż średnia wysokość kontynentów. Woda morska ma istotny wpływ na klimat globalny, ponieważ oceany są zbiornikami ciepła. Zmiany w temperaturze powierzchni oceanów mogą prowadzić do anomalii pogodowych, takich jak
El Niño. W skład wód oceanicznych wchodzą rozpuszczone gazy atmosferyczne, niezbędne do życia organizmom wodnym.
Za trzy najdłuższe rzeki świata generalnie uważa się Nil (6695 km), Amazonkę (6400 km) oraz Jangcy (6300 km). Największym jeziorem świata jest Morze Kaspijskie, o powierzchni 386 400 km². Najwyższym wodospadem na Ziemi jest Salto del Angel, który ma wysokość 979 m. Najniżej położone podwodne miejsce to głębia Challengera w Rowie Mariańskim na Pacyfiku, z głębokością 10 911,4 m.
Woda na Ziemi jest w 97,5% słona, a w 2,5% słodka. Większość wody słodkiej (68,7%) występuje obecnie w formie lodu. Około 3,5% masy oceanów stanowi sól, która pochodzi głównie z aktywności wulkanicznej lub skał magmowych.

## Orbita i rotacja

Dzień gwiazdowy jest krótszy od dnia słonecznego. 1) Słońce i wybrana gwiazda są na wprost Ziemi. 2) planeta obróciła się o 360° i gwiazda jest ponownie na wprost Ziemi, Słońce jednak nie (1→2 = 1 doba gwiazdowa). 3) Słońce jest ponownie na wprost Ziemi (1→3 = 1 doba słoneczna)

### Rotacja
Okres obrotu Ziemi wokół własnej osi względem gwiazd odpowiada jednej dobie gwiazdowej, którą zdefiniowano jako 86164,098903691 sekund lub 23 godzin 56 minut i 4,098903691 sekund czasu uniwersalnego (UT1). Są to wartości uśrednione, gdyż okres ten potrafi się wahać o całe milisekundy z roku na rok.
Okres obrotu Ziemi wokół własnej osi względem Słońca odpowiada jednej dobie słonecznej lub 86400 sekundom czasu słonecznego. Obecnie, sekunda czasu słonecznego jest nieznacznie dłuższa niż sekunda SI, ponieważ siły pływowe powodują spowolnienie rotacji planety. Od 1820 jeden dzień czasu słonecznego wydłużył się o 2 milisekundy w stosunku do czasu atomowego. W celu utrzymania synchronizacji zegarów z obrotem Ziemi co pewien czas zegary przestawia się o 1 sekundę zwaną sekundą przestępną.
Wskutek oddziaływania grawitacyjnego Słońca i Księżyca, kierunek ziemskiej osi obrotu ulega powolnym zmianom w ruchu zwanym precesją. Precesja prowadzi do zatoczenia przez oś obrotu na tle nieba pełnego okręgu w roku platońskim, wynoszącym ok. 25 800 lat. Powoduje to różnice pomiędzy rokiem gwiazdowym a rokiem zwrotnikowym.
Ponieważ obrót Ziemi wokół własnej osi sprawia, że Słońce wykonuje ruch dzienny na sferze niebieskiej (ok. 24 godziny), świat podzielono na 24 strefy czasowe, każda po 15 stopni długości geograficznej (z lokalnymi różnicami, związanymi z podziałem politycznym). Strefy czasowe zapisywane są według ich różnicy względem czasu uniwersalnego koordynowanego (UTC) – np. UTC+1 dla Polski. Do 1972 międzynarodowy czas podawano względem leżącego na południku zerowym obserwatorium astronomicznego w Greenwich (czas uniwersalny lub GMT).

### Orbita
Ziemia wykonuje jeden obrót wokół Słońca na każde 365,256 dni czasu słonecznego, co odpowiada jednemu roku gwiazdowemu. Średnia odległość od Słońca wynosi 150 mln km. Z punktu widzenia ziemskiego obserwatora, Słońce wykonuje pozorny ruch na wschód względem gwiazd, z szybkością ok. 1°/dzień. Prędkość orbitalna planety wynosi średnio 29,78 km/s.
Księżyc obraca się wraz z Ziemią wokół wspólnego środka masy raz na 27,32 dni względem gwiazd (miesiąc gwiazdowy). Środek masy układu Ziemia – Księżyc znajduje się w przybliżeniu w 3/4 promienia Ziemi od jej środka. Jako układ Ziemia-Księżyc obracający się wokół Słońca, okres miesiąca synodycznego pomiędzy kolejnymi nowiami Księżyca wynosi 29,53 dni. Oglądany z północnego bieguna niebieskiego, ruch Ziemi i Księżyca jest lewoskrętny. Płaszczyzna orbity nie jest równoległa do płaszczyzny równika: oś ziemska jest nachylona ok. 23,44° do prostej prostopadłej do płaszczyzny Ziemia-Słońce, a płaszczyzna Ziemia-Księżyc jest nachylona ok. 5° względem płaszczyzny Ziemia-Słońce. Bez tych nachyleń, raz na dwa tygodnie następowałoby zaćmienie Słońca lub Księżyca (na przemian).

Nachylenie osi Ziemi do prostej prostopadłej do płaszczyzny orbity

Promień strefy Hilla Ziemi wynosi ok. 1,5 Gm (1 500 000 km). Jest to maksymalny dystans, na którym siła oddziaływania grawitacyjnego Ziemi na mniejsze obiekty jest większa niż Słońca i innych planet. Ciała niebieskie znajdujące się w tej strefie mogą orbitować wokół planety, będące poza nią zostaną od niej oddalone wskutek oddziaływania grawitacyjnego Słońca. W pobliżu planety lub na jej powierzchni dominuje przyciąganie Ziemi objawiające się przyspieszeniem spadających swobodnie na powierzchnię Ziemi ciał. Standardowa wartość przyspieszenia to 9,80665 m/s², jednak zmienia się ono wraz z szerokością geograficzną i wysokością nad poziomem morza.
Ziemia wraz z Układem Słonecznym położona jest 28 000 lat świetlnych od centrum Drogi Mlecznej, w Ramieniu Oriona. Znajduje się około 20 lat świetlnych od płaszczyzny równika Galaktyki.

### Nachylenie osi

Animacja przedstawiająca ruch obrotowy ziemi z uwzględnieniem kąta nachylenia do płaszczyzny orbity

Zakres precesji osi Ziemi (obecnie ok. 23,44°)

Ze względu na ruch obrotowy i nachylenie osi ziemskiej względem płaszczyzny ekliptyki, ilość promieniowania słonecznego docierającego w dane miejsce na powierzchni planety jest zmienna. Prowadzi to do wahań klimatu w przeciągu całego roku, w szczególności do występowania pór roku. Kiedy biegun północny zwrócony jest w stronę Słońca, na półkuli północnej trwa wiosna lub lato, a na południowej jesień lub zima, a kiedy jest od niego odwrócony, występuje odwrotne zjawisko. W czasie wiosny i lata dni są dłuższe, a Słońce położone jest wyżej na niebie; w jesieni i zimie, klimat się ochładza, a dni są krótsze. W kręgach polarnych Słońce okresowo znajduje się stale pod horyzontem – od 20 godzin nad kołami podbiegunowymi do 179 dni nad biegunami. Jeżeli stan taki utrzymuje się przez co najmniej 24 godziny, zjawisko określane jest jako noc polarna. Przeciwnym zjawiskiem jest okres, podczas którego tarcza słoneczna pozostaje stale nad horyzontem – od 20 godzin do 186 dni. Jeżeli utrzymuje się to przez co najmniej 24 godziny, występuje dzień polarny.
Podstawą wyznaczania dat zmian astronomicznych pór roku jest zjawisko przesilenia (momentu maksymalnego nachylenia się lub odchylenia się osi ziemskiej od Słońca) oraz równonocy (czasu, w którym oś Ziemi leży w płaszczyźnie prostopadłej do kierunku Ziemia – Słońce). Przesilenie letnie następuje ok. 21 czerwca, przesilenie zimowe – 21 grudnia, równonoc wiosenna następuje ok. 20 marca, a równonoc jesienna – 23 września.
W czasach nowożytnych Ziemia osiąga peryhelium (punkt największego zbliżenia się do Słońca) 3 stycznia, a aphelium (punkt największego oddalenia się od Słońca) około 4 lipca. Daty te ulegają jednak zmianom wskutek precesji i innych cyklicznych zmian orbity ziemskiej, zwanych cyklami Milankovicia. Przy peryhelium wartość docierającej na planetę energii słonecznej wzrasta o 6,9% w odniesieniu do aphelium. Ponieważ półkula południowa zwrócona jest w stronę Słońca, w okresie kiedy dystans Ziemi od gwiazdy jest bliski wartości minimalnej, otrzymuje ona ogólnie w przeciągu całego roku więcej energii. Jednak wody oceaniczne półkuli południowej absorbują większość uzyskanej energii słonecznej, co wpływa na jej klimat. Większe znaczenie na ilość promieniowania docierającego na daną powierzchnię ma nachylenie osi. Kąt nachylenia osi obrotu jest relatywnie stabilny. Oś podlega jednak drganiu zwanym nutacją, której największa składowa ma okres 18,6 roku (zob. też nachylenie osi Ziemi, precesja osi Ziemi).

## Księżyc
Księżyc to jedyny stały naturalny satelita ziemski. Jego średnica wynosi 3474,8 km (ok. 1/4 średnicy Ziemi), co czyni go największym księżycem w Układzie Słonecznym w stosunku do orbitowanej planety. Masa satelity wynosi 7,349×1022 kg, a okres orbitalny trwa 27 dni 7 godzin 43,7 minut.
Oddziaływanie grawitacyjne pomiędzy Ziemią a Księżycem wywołuje pływy morskie na planecie. To samo oddziaływanie spowodowało spowolnienie rotacji Księżyca, wskutek czego satelita jest obecnie w obrocie synchronicznym: okres obrotu Księżyca wokół własnej osi równy jest okresowi obiegu wokół Ziemi. Wskutek tego, zwrócony jest on do planety stale tą samą stroną. Ze względu na rotację, oświetlenie przez Słońce widocznej z Ziemi części Księżyca jest zmienne, co objawia się w cyklicznej zmianie faz Księżyca.
Działanie sił pływowych powoduje, że Księżyc oddala się od Ziemi z szybkością 38 mm na rok. Wynikłe z tego wydłużanie się dnia ziemskiego o 23 μs na rok kumuluje się znacząco w skali setek milionów lat. Przykładowo, we wczesnym środkowym dewonie (ok. 400 mln lat temu) jeden rok miał 410 ówczesnych dni, a miesiąc miał 31,5 dnia.
Według niektórych artykułów naukowych, Księżyc miał duży wpływ na rozwój życia na Ziemi poprzez łagodzenie klimatu planety. Dowody paleontologiczne i symulacje komputerowe wykazują, że oddziaływanie pływowe z satelitą stabilizuje nachylenie ziemskiej osi obrotu. Bez tej stabilizacji przeciwko momentom siły aplikowanym przez Słońce i inne planety, oś Ziemi mogłaby podlegać chaotycznym zmianom w skali setek milionów lat, co ma miejsce w przypadku Marsa. Zrównanie się osi obrotu z płaszczyzną ekliptyki doprowadziłoby do występowania skrajnych pór roku – jeden biegun znajdowałby się na wprost Słońca w okresie letnim, a drugi w okresie zimowym. W rezultacie wyginęłyby większe zwierzęta i część roślinności.
Średnica Słońca jest ok. 400-krotnie większa niż średnica satelity, zaś odległość Ziemi od Słońca jest 400-krotnie większa w porównaniu do Księżyca. Wskutek tego rozmiar kątowy (pozorny rozmiar) obu ciał jest niemal jednakowy, a na Ziemi dochodzi do całkowitego lub obrączkowego zaćmienia Słońca.

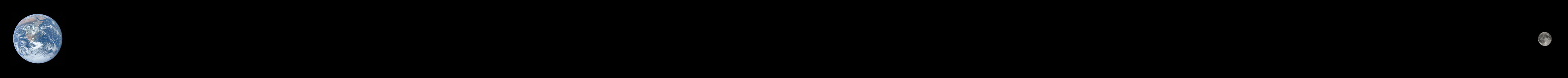
Ziemia, Księżyc i dzieląca je odległość w jednakowej skali

Ponadto z Ziemią oddziałuje co najmniej pięć obiektów koorbitalnych: 2014 OL339, (3753) Cruithne, 2002 AA29, 2003 YN107 i (164207) 2004 GU9.

## Planetoidy trojańskie
Księżyc nie jest jedynym obiektem, który stale towarzyszy Ziemi podczas jej obiegu wokół Słońca. Aktualnie synchronicznie z naszą planetą Słońce obiega także zaobserwowana w 2010 roku planetoida 2010 TK7, ma ona średnicę około 300 metrów i jest zaliczana do grupy planetoid trojańskich. Takie obiekty znano wcześniej dla Jowisza, Marsa i Neptuna, jednak 2010 TK7 jest pierwszą planetoidą w ten sposób związaną z Ziemią.

## Historia badań i kultura

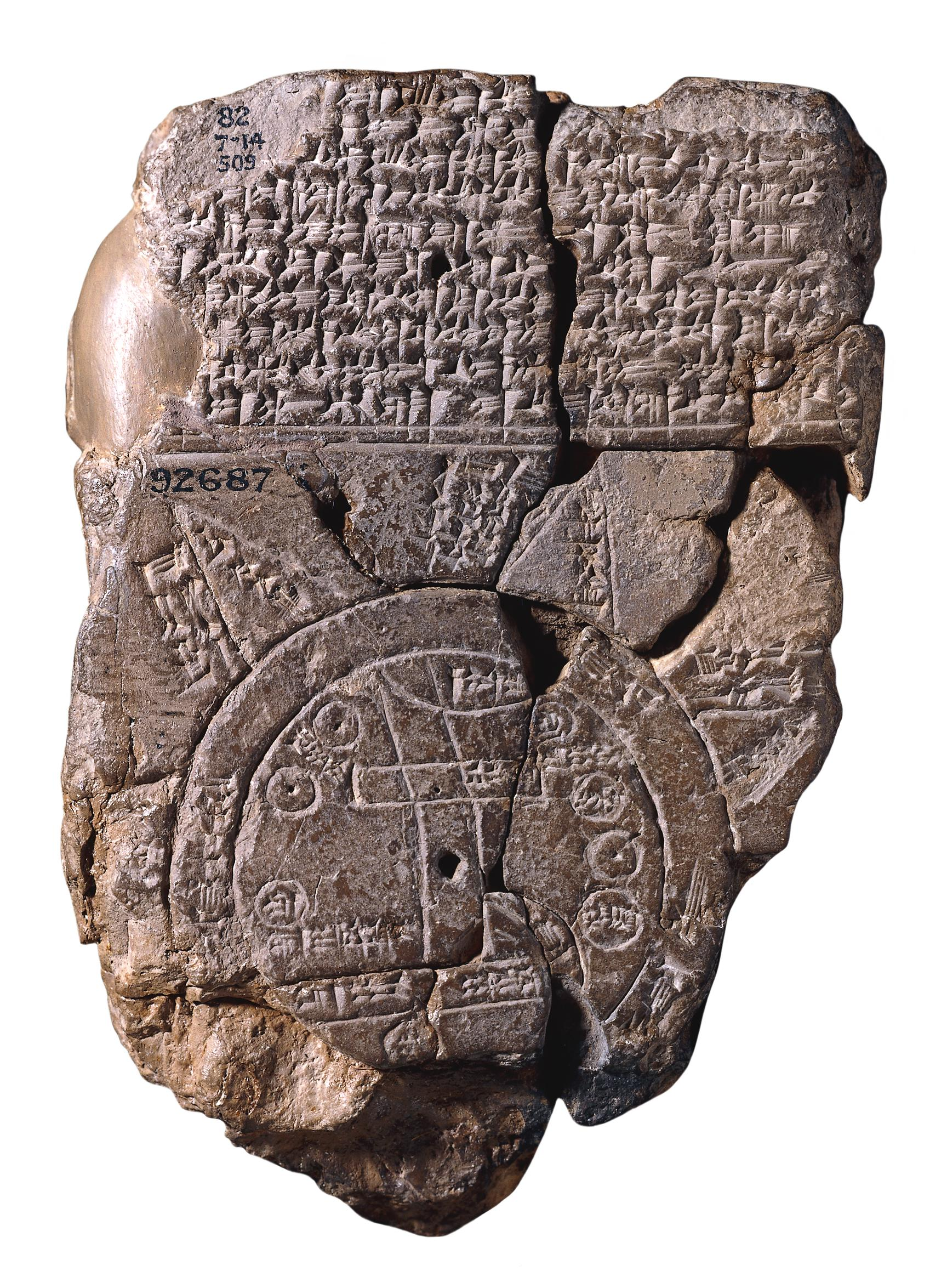
Babilońska mapa świata – najstarsza znana mapa świata z VI wieku p.n.e.

Ziemia to jedyna planeta, której polska nazwa nie wywodzi się z mitologii greckiej ani rzymskiej. Symbolem astronomicznym Ziemi jest równoramienny krzyż wpisany w okrąg, znany jako krzyż słoneczny, krzyż Odyna lub krzyż celtycki. Początkowym symbolem astronomicznym planety było jabłko królewskie.
Z Ziemią wiązały się szeroko rozpowszechnione kulty bóstw tellurycznych i chtonicznych, wśród których przeważały bóstwa żeńskie. W wielu kulturach, bogini matka (lub Matka Ziemia) przedstawiana jest jako bogini płodności, pomyślności i dostatku. Aztekowie nazywali planetę Tonan lub Tonantzin – „nasza matka”, Inkowie – Pachamama („Matka Ziemia”). Chińska bogini Ziemi Houtu jest podobna do Gai, Ziemi-Matki w mitologii greckiej. Hindusi nazywali ją Bhuma Devi – „bogini Ziemi”, a Słowianie – Mokosz. W mitologii skandynawskiej, bogini Ziemi Jörd była matką Thora. W mitologii starożytnego Egiptu Ziemię utożsamia męskie bóstwo Geb.

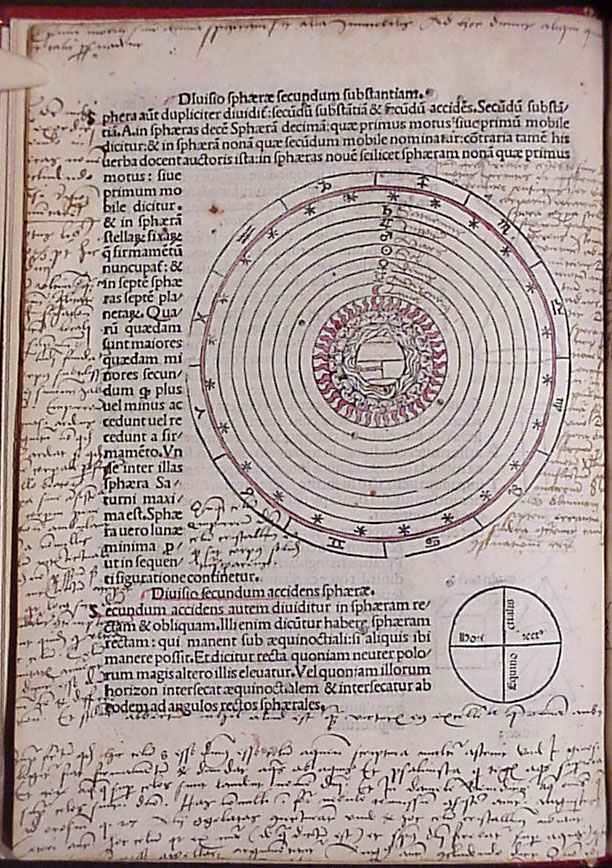
Tractatus de sphaera Sacrobosco, wydana w 1230

Wiele mitologii i wierzeń religijnych zawiera opowieści dotyczące powstania Ziemi wskutek interwencji boga lub bóstw. Różnorodne grupy religijne, do których przynależą m.in. fundamentalne odłamy protestantyzmu i islamu zakładają, że opis stworzenia świata zawarty w ich świętych księgach jest prawdą dosłowną i powinien być traktowany na równi lub zastąpić obecny pogląd naukowy nt. uformowania się Ziemi i rozwoju życia na planecie. Środowiska naukowe, a także inne (niż wyżej wymienione) grupy religijne sprzeciwiają się tym twierdzeniom. Jednym z aspektów kontrowersji jest sprzeciw wobec teorii ewolucji przez zwolenników kreacjonizmu i inteligentnego projektu.
W starożytności rozpowszechniony był pogląd, że Ziemia jest płaska. Ludy Mezopotamii przedstawiały świat jako płaski dysk otoczony przez ocean, a Egipcjanie jako kwadrat. Według Chińczyków ziemia miała kształt kwadratu, z nasadzonym na nim za pomocą filarów okrągłym niebem. Najstarsze znane mapy świata pochodzą z Babilonii – Imago Mundi, wykonana w VI–V wieku p.n.e. oraz Grecji, którą wykonał Anaksymander. Koncepcja kulistej Ziemi pojawiła się najpóźniej w VI wieku p.n.e. – znana była pitagorejczykom, spośród których niektórzy utrzymywali ponadto, że Ziemia nie jest centrum wszechświata (Filolaos z Tarentu). Po III wieku p.n.e. fakt, że planeta jest okrągła akceptowali wszyscy wykształceni obywatele Grecji i Rzymu. Około 240 roku p.n.e. Eratostenes oszacował obwód planety (z 5–10% błędem pomiarowym) i nachylenie osi względem płaszczyzny ekliptyki.
W średniowieczu, z nielicznymi wyjątkami (Topografia chrześcijańska), nie było w Europie wykształconych ludzi, którzy uważaliby, że Ziemia jest płaska, a wydana w XIII w. praca Sacrobosco O Sferach stała się podstawowym podręcznikiem akademickim przez następne cztery stulecia.
Postęp techniczny w nawigacji i budownictwie okrętowym doprowadził do epoki wielkich odkryć geograficznych na przełomie XV i XVI wieku. W 1488 Bartolomeu Dias opłynął Przylądek Dobrej Nadziei, w 1492 dotarcie do wybrzeży Ameryki przez Kolumba zapoczątkowało jej europejską kolonizację, a w 1498 Vasco da Gama odkrył drogę morską do Indii. W latach 1519–1521 Ferdynand Magellan jako pierwszy Europejczyk odbył podróż dookoła świata. Wydana w 1543 O obrotach sfer niebieskich Mikołaja Kopernika zawiera teorię heliocentrycznej budowy świata i stwierdza, że Ziemia krąży wokół Słońca. Zastąpiła ona ptolemeuszowy geocentryzm, który głosił, że Ziemia jest centrum wszechświata. W 1570 Abraham Ortelius jako pierwszy wydał usystematyzowany zbiór map świata – Theatrum Orbis Terrarum. W latach 1585–1595 kolekcję map opublikował również Gerard Merkator i nazwał zbiór atlasem, nawiązując do mitologicznego Atlasa.

„Wschód Ziemi” z pokładu Apollo 8

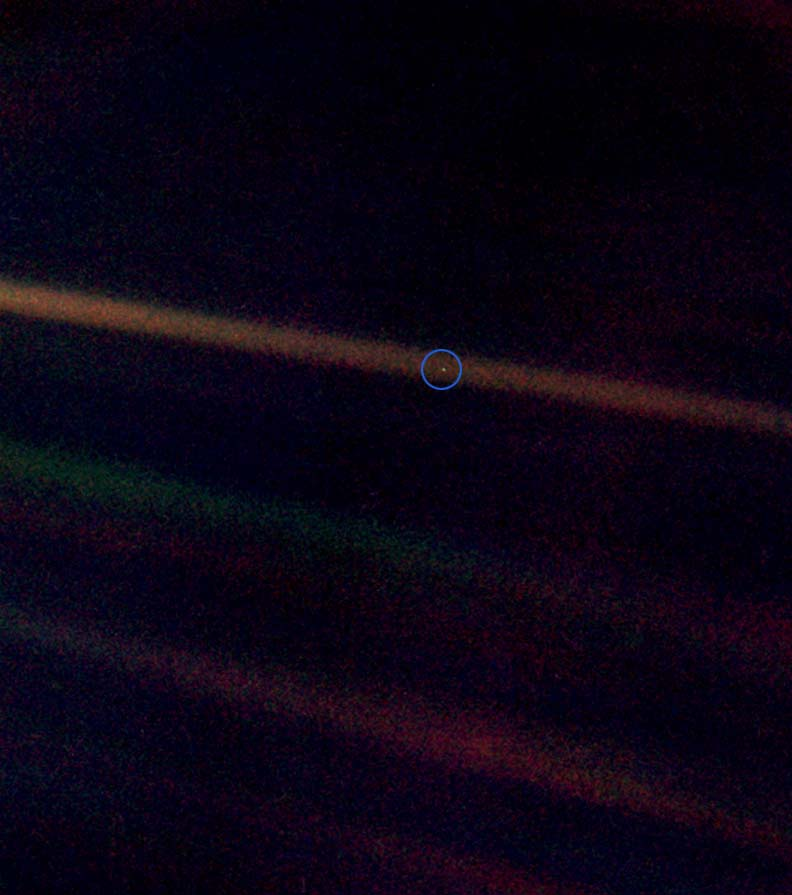
Pale Blue Dot – zdjęcie Ziemi wykonane przez sondę Voyager 1 z odległości ponad 6 mld km

Pierwsze zdjęcie Ziemi z przestrzeni kosmicznej (z wysokości 105 km) wykonała 24 października 1946 kamera umieszczona na rakiecie V-2 wystrzelonej przez Stany Zjednoczone z poligonu White Sands Missile Range. Pierwsze zdjęcia Ziemi z orbity okołoziemskiej wykonał satelita Explorer 6 w 1959. Jurij Gagarin w 1961 został pierwszym człowiekiem, który obserwował planetę z przestrzeni kosmicznej. Załoga Apollo 8 w 1968 jako pierwsza obserwowała wschód Ziemi z orbity księżycowej i wykonała wówczas słynne zdjęcie „Earthrise”. W 1972 załoga Apollo 17 wykonała z orbity okołoziemskiej słynne zdjęcie „Blue Marble”. Fotografia przedstawia kulę, w której znajduje się pokryty chmurami błękitny ocean, przedzielony zielono-brązowymi kontynentami. Jest to jedno z najbardziej rozpowszechnionych zdjęć w historii. Z kolei zdjęcie Ziemi zrobione przez opuszczającego Układ Słoneczny Voyagera 1 z 1990 zainspirowało Carla Sagana do nazwania fotografii „Pale Blue Dot” (bladoniebieska kropka).
W ciągu ostatnich dwu stuleci wyłoniły się nurty zwracające uwagę na negatywny wpływ człowieka na planetę. Proponowane przeciwdziałanie to ochrona środowiska, między innymi poprzez kontrolę zasobów naturalnych (np. wody i lasów), przeciwdziałanie zanieczyszczeniom i racjonalne użytkowanie gruntów. Ekolodzy, m.in. organizacje o globalnym zasięgu – Greenpeace i World Wildlife Fund, apelują o zmiany w polityce społecznej i racjonalną eksploatację surowców, w szczególności zasobów nieodnawialnych, takich jak ropa naftowa. Apelom tym przeciwstawiają się niektóre firmy i organizacje, zwracające uwagę na koszt ekonomiczny ochrony środowiska. Od lat 60. XX wieku niektórzy przedstawiają planetę jako „Statek kosmiczny Ziemia” (ang. Spaceship Earth), z systemem podtrzymywania życia, który wymaga stałej konserwacji. Istnieje również hipoteza Gai, sugerująca, że ziemska biosfera i czynniki fizyczne stanowią jeden spójny organizm. Od lat 70. XX wieku 22 kwietnia obchodzony jest Światowy Dzień Ziemi.

## Symbole
Międzynarodowa Unia Astronomiczna proponuje oznaczenie E od angielskiej nazwy Earth. Wśród symboli graficznych można wyróżnić:
| Symbol | Opis                                                       | Symbolika                                    |
| ------ | ---------------------------------------------------------- | -------------------------------------------- |
|        | Kółko podzielone na cztery części                          | Glob z równikiem i południkiem               |
|        | Symbol bardziej popularny w kontekstach niegeocentrycznych | Jabłko królewskie lub odwrócony symbol Wenus |
|        | trygram kun (chiń.: 坤) z księgi Yijing                    |                                              |

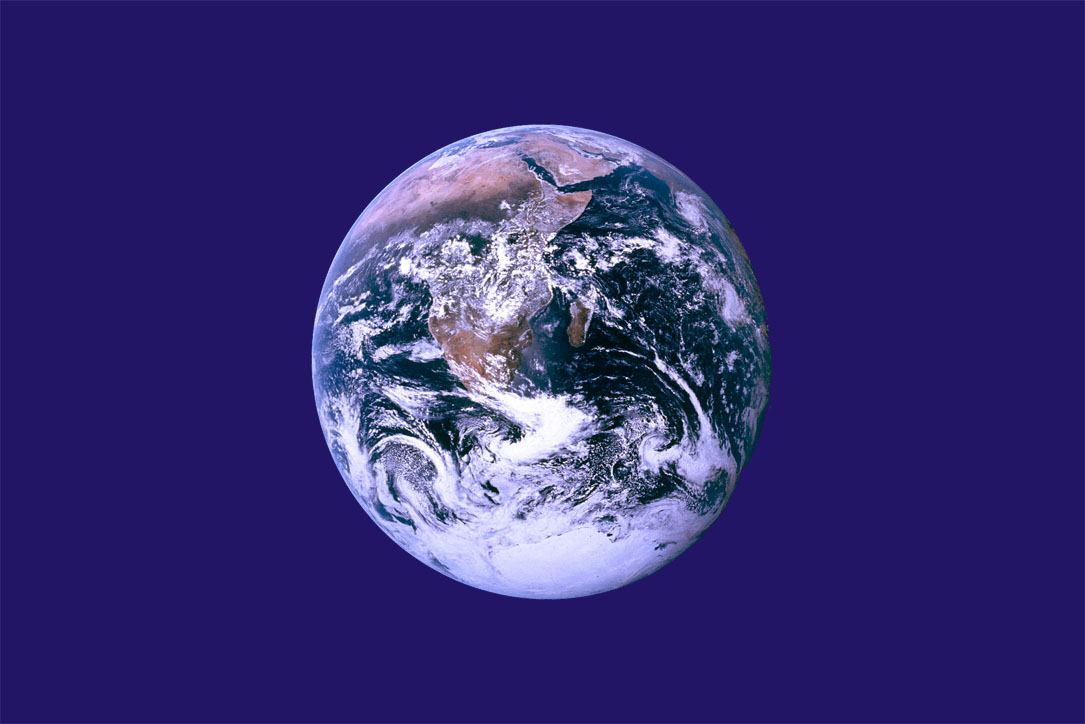
Flaga Dnia Ziemi.

Jednym z nieoficjalnych symboli planety jest flaga Ziemi.